# Arquitectura medieval de Normandia

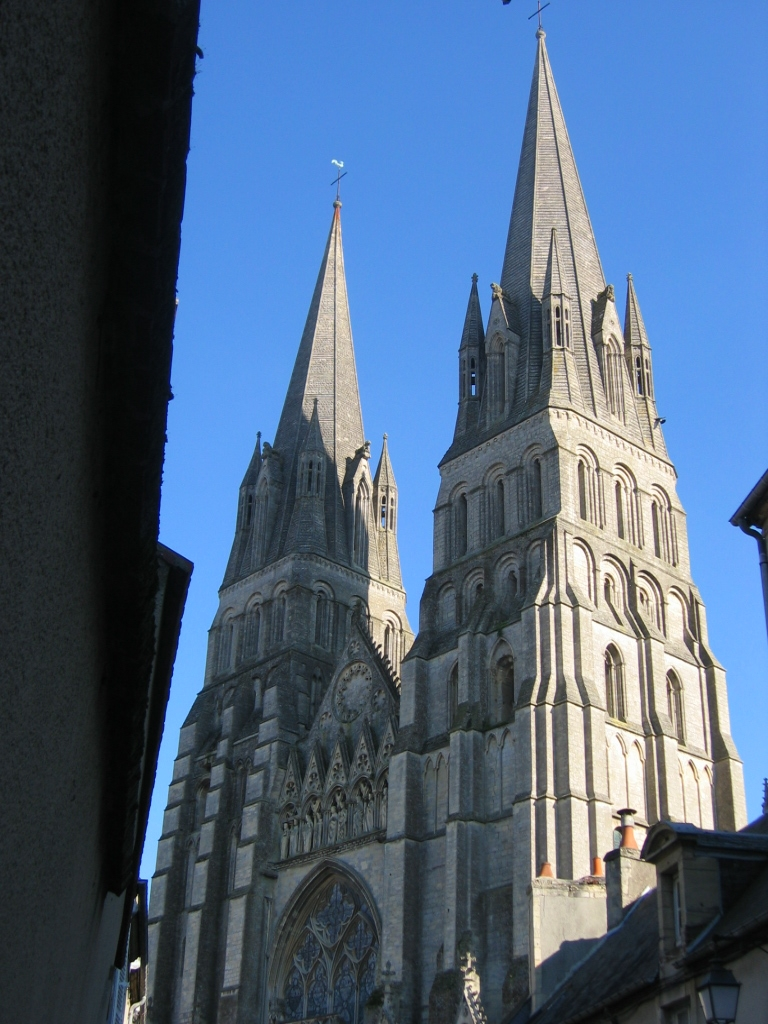
La catedral de Bayeux, segle XI

L'arquitectura medieval normanda és la que es va construir al ducat de Normandia (911-1469) —més o menys coincident amb l'actual regió administrativa de Normandia—, una arquitectura de característiques úniques que fan que conserve una forta identitat. Els testimoniatges arquitectònics de l'alta edat mitjana són rars i aquest article comença l'any 911, en què es crea el ducat de Normandia. S'acabarà a la fi del s. XV, moment en què apareixen a Normandia els primers edificis del Renaixement.

## Arquitectura romànica (s. XI i XII)

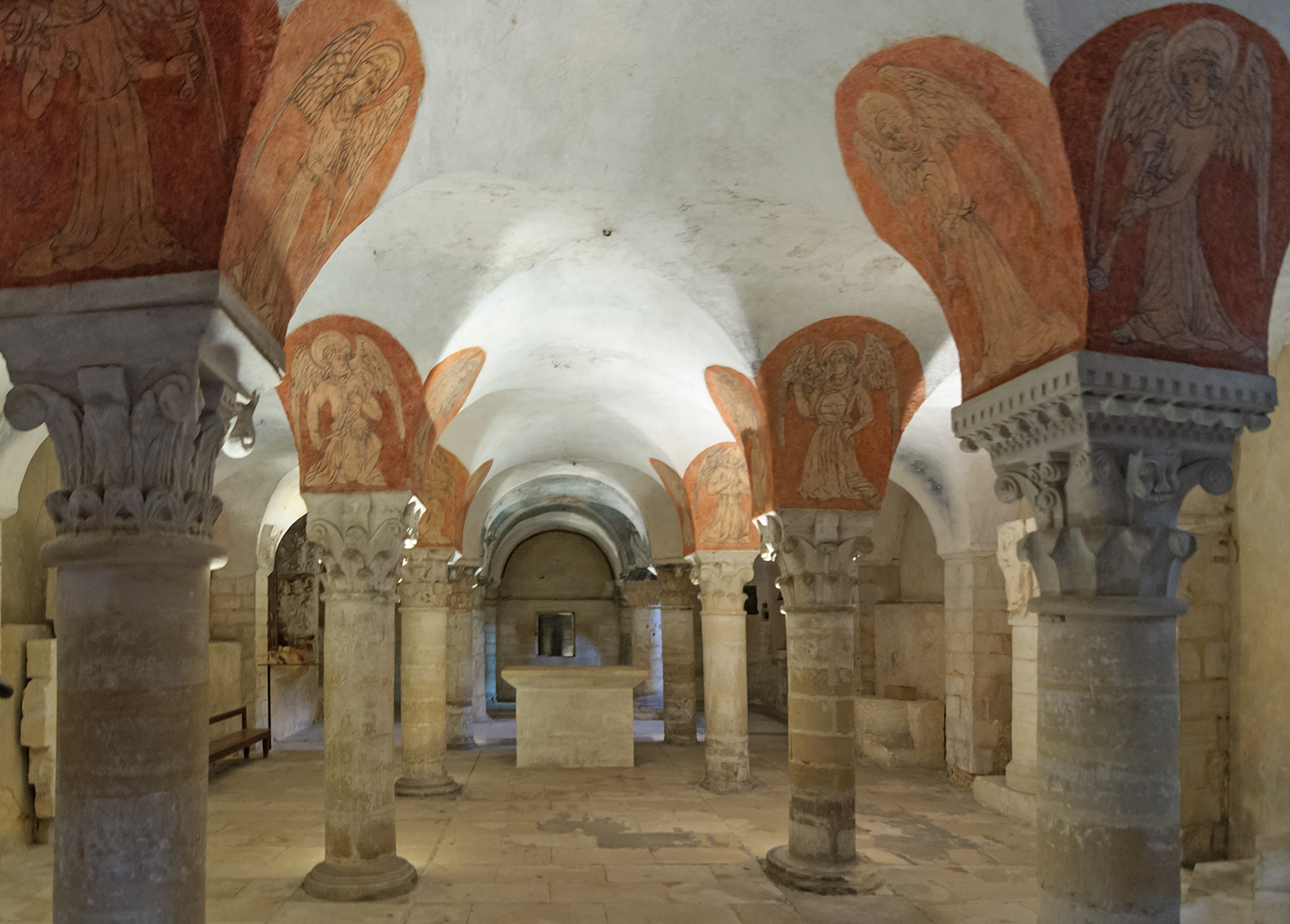
La cripta de la seu de Bayeux, segle XI

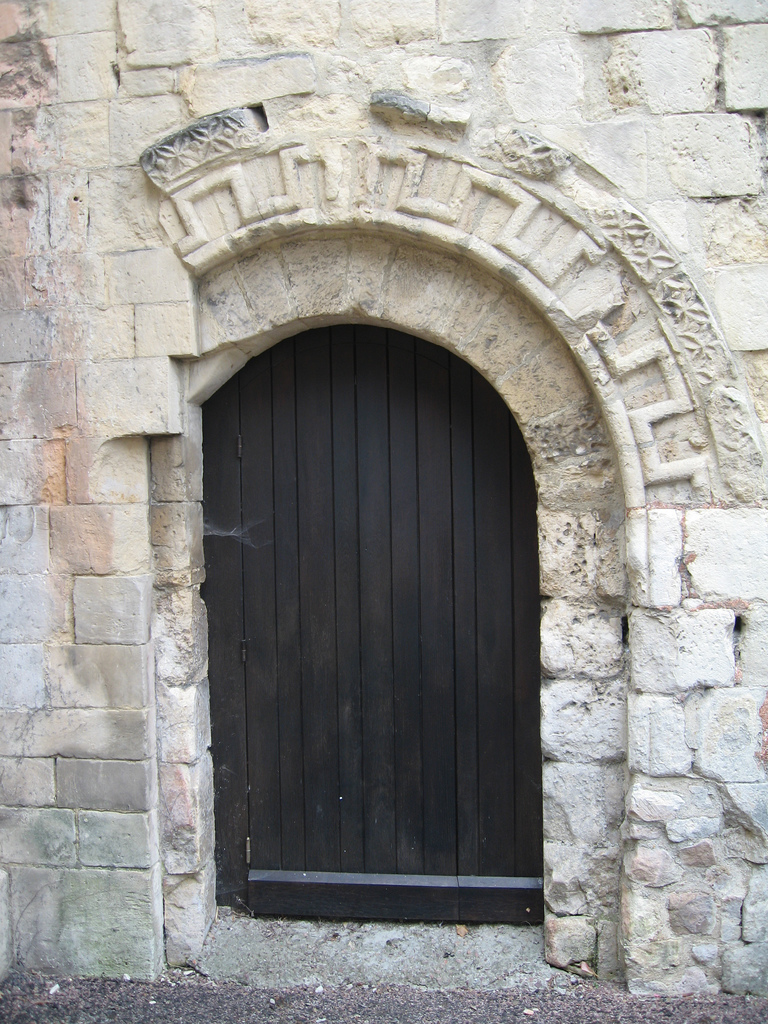
Vestigi del en la col·legiata del Sant Sepulcre de Cauen

L'arquitectura d'aquest període es relaciona amb l'escola anglonormanda les innovacions de la qual influïren molt en els mestres d'obres gòtiques: cimbori, trifori, i, en la segona meitat del s. XI, la façana harmònica. Desenvolupada en el món monàstic, aquesta façana occidental en forma de H és una composició tripartida amb una base perforada amb tres portals, el central dels quals, més ample, es corona amb un mur pinyó a dues aigües que s'obri amb grans buits (que esdevindran les rosasses en el període gòtic). Els dos portals laterals estan coronats amb torres simètriques que alberguen campanes i la verticalitat de les quals prefigura la silueta de les catedrals.
Les torres plantades sobre el primer tram de les naus laterals s'alineen amb la porta principal de la nau, per tal de crear una façana rectilínia. Aquesta façana harmònica anirà fent-se més important en combinació amb estructures complementàries i s'acceptarà com una solució satisfactòria per al tractament de la façana occidental de molts edificis religiosos gòtics.
Els mestres d'obra normands també, a la fi del s. XI, adoptaren el principi de la creueria d'ogives de mitjan s. XI dels arquitectes llombards, però no despleguen totes les possibilitats dels seus homòlegs de l'Illa de França.
Els edificis romànics de Normandia més destacats que encara es conserven són:
- Església abacial de Cerisy-la-Forêt: nau dels anys 1080
- Església abacial de Lessay
- Església abacial de Notre-Dame de Bernay, s. XI
- Església prioral de Graville
- Església abacial de Notre-Dame de Jumièges, s. XI
- Església de la Santa Pau de Caen
- Església abacial de Saint-Étienne de l'abadia dels Homes de Caen, nau
- Església abacial de la Trinité de l'abadia de les Dones de Caen
- Església de Sant Nicolau de Caen
- Església abacial de Sant Jordi de Boscherville
- Església parroquial de Ouistreham
- Antiga església de Saint-Pierre de Thaon
- Abadia de Saint-Pierre-sur-Dives, campanar del segle xii, cimbori amb base del s. XI

Les decoracions de virolles acanalades que ornen els arcs de mig punt són típiques de l'arquitectura medieval normanda. Es troben en arquitectura civil (per exemple, la sala del Tauler del castell de Caen), però sobretot en moltes esglésies (per exemple, a l'abadia aux Dames, església de Sant Pere de Thaon).

## Elseglexii
Els anglonormands foren els pioners de la volta en la intersecció de les ogives: la tècnica apareix a Lessay cap a l'any 1100.

## El gòtic normand (fi delseglexii-inicis del XIII)

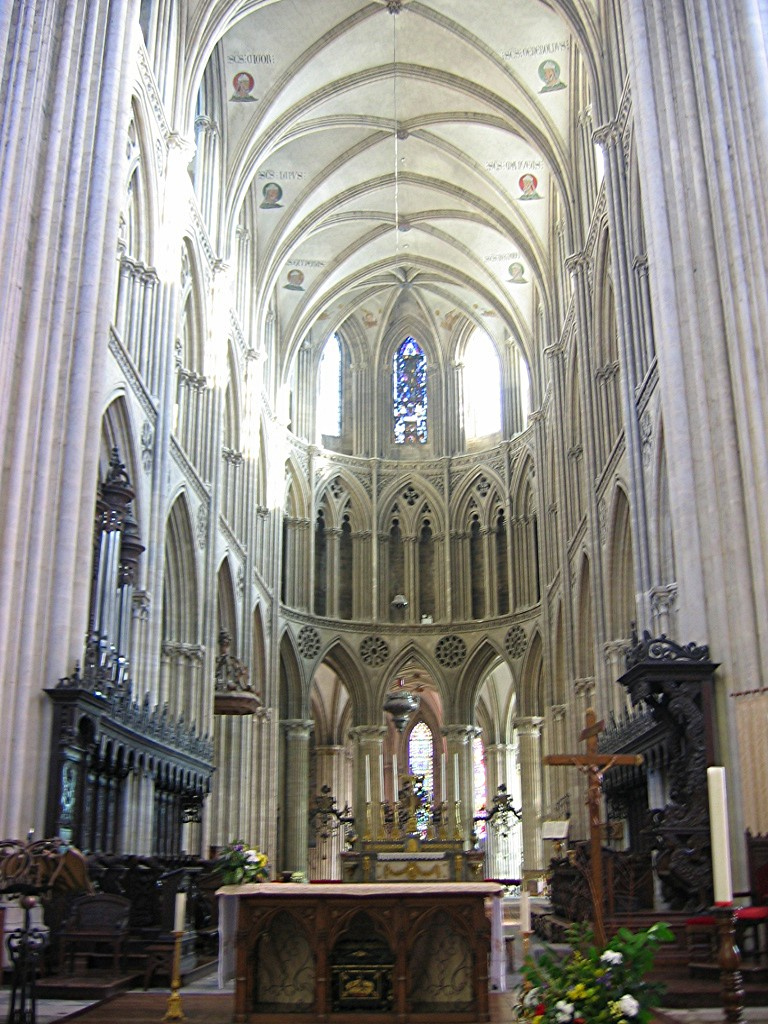
Un exemple de gòtic normand: el cor de la catedral de Bayeux (1230)

La influència de l'art francès (de l'Illa de França) es produeix ben ràpid en l'arquitectura militar: els donjons de Rouen, Lillebonne, la torre Talbot a Falaise, la torre del Presoner de Gisors que s'inspira en el Louvre medieval de París. Però en l'arquitectura religiosa, els elements tradicionalment normands resisteixen, sobretot a la Baixa Normandia.
Els primers elements gòtics apareixen a Lisieux, a la nau de la seu de Saint-Pierre de Lisieux (1167-1174). El cor de l'església abacial de Saint-Etienne de Caen és el primer construït després del final del ducat (1204). Les supervivències normandes, però, en són encara visibles en la nau: el trifori i l'amplària de la nau central són típicament normandes. La reconstrucció del cor de la seu de Bayeux (cap a 1230) respecta la tradició normanda: arcs crebats molt aguts, timpans perforats de trèvols, volutes, absència d'estàtues, llum.
El claustre de la Meravella de l'abadia del Mont Saint-Michel reconstruït en estil arquitectònic normand, amb capitells amb àbacs circulars, carcanyols de pedra de Caen, motius vegetals, fou acabat el 1228.

A Coutances, la reconstrucció de la nau en precedeix la del cor (cap a 1220-1235). Aquestes dues parts de l'edifici són d'estil normand: els capitells àbac circular buits, els arcs esvelts i les motllures accentuades són clars signes de resistència a l'estil gòtic francès. De la mateixa manera, el cimbori és una especificitat normanda des d'època romànica: al segle xiii, les esglésies de Saint-Pierre-sur-Dives, Fécamp, Lisieux, Rouen, Langrune, Rots, Norrey-en-Bessin i Étretat en tenien un. L'estil normand també apareix a la façana de la seu, que ofereix línies verticals vertiginoses.

Cimboris normands gòtics
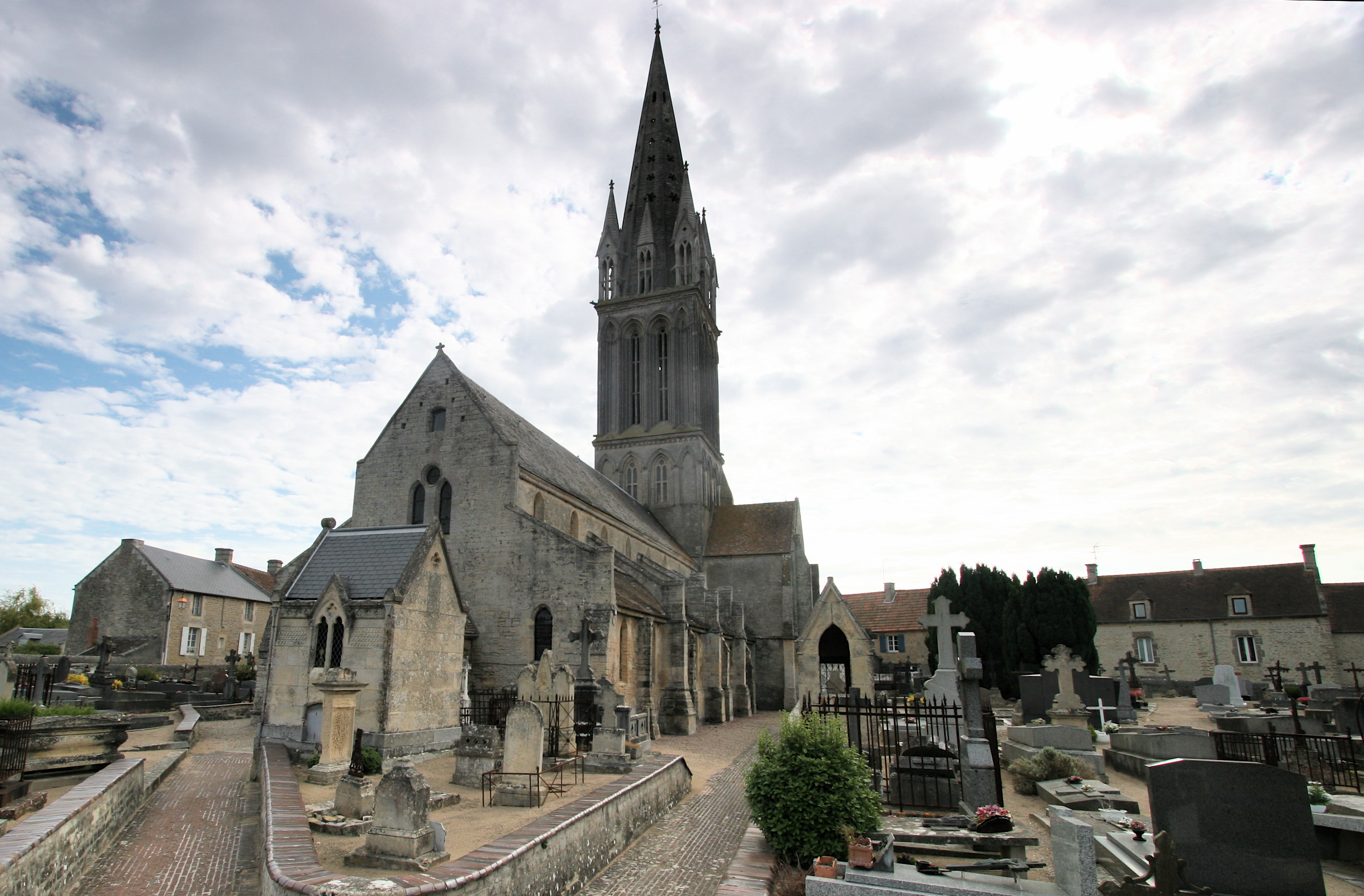
Església de Sant Martí de Langrune-sur-Mer
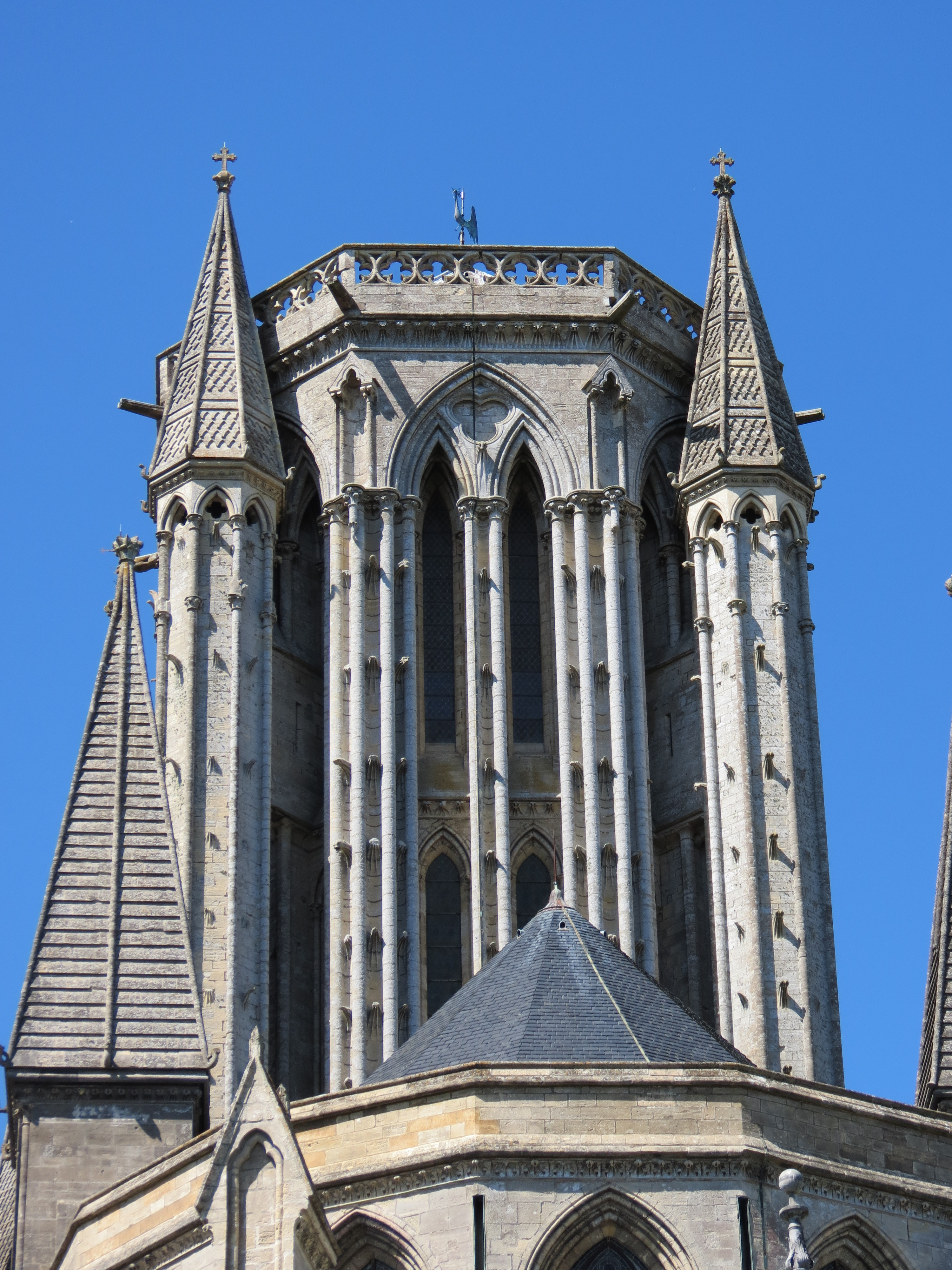
Seu de Coutances
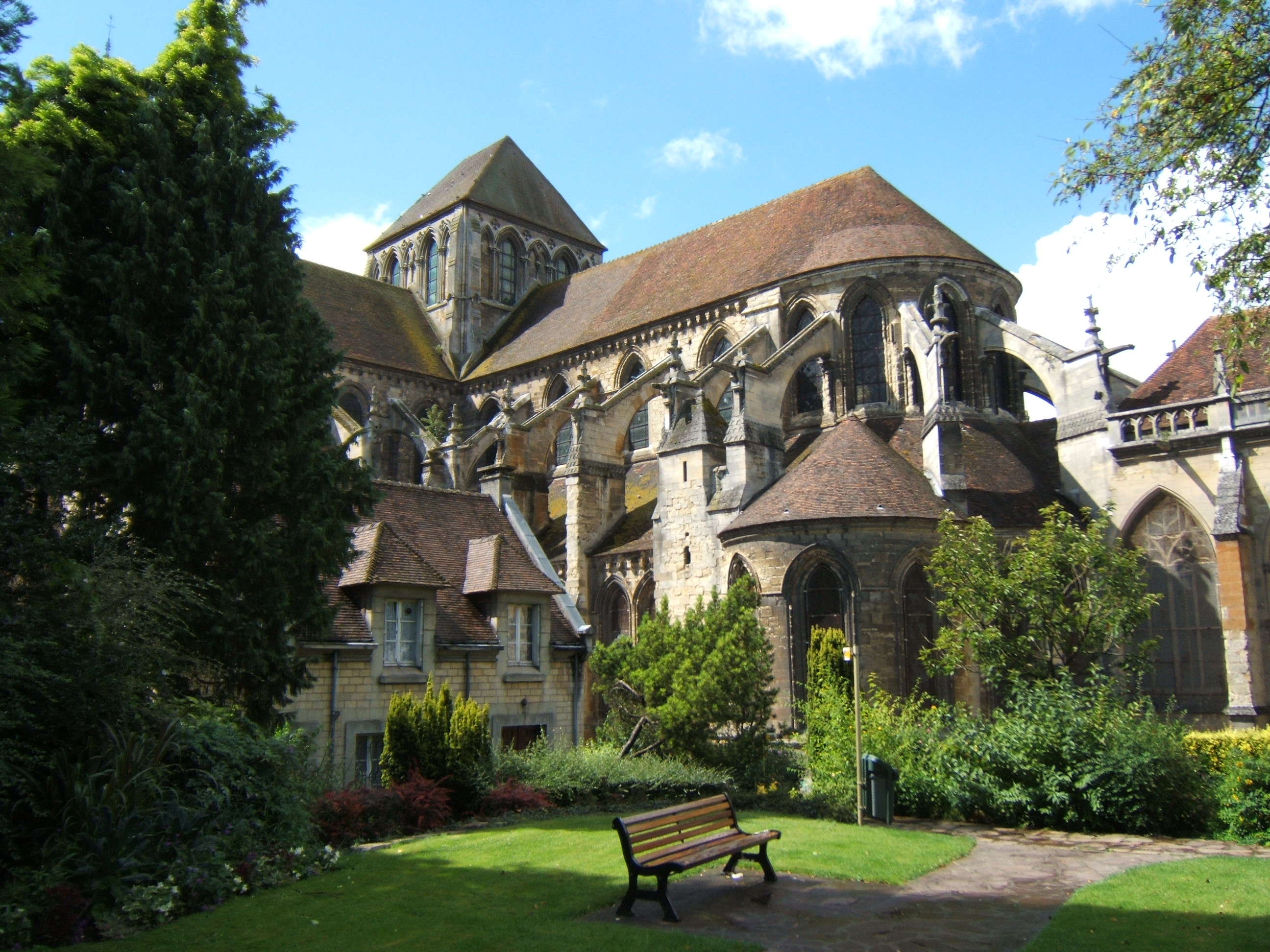
Seu de Lisieux
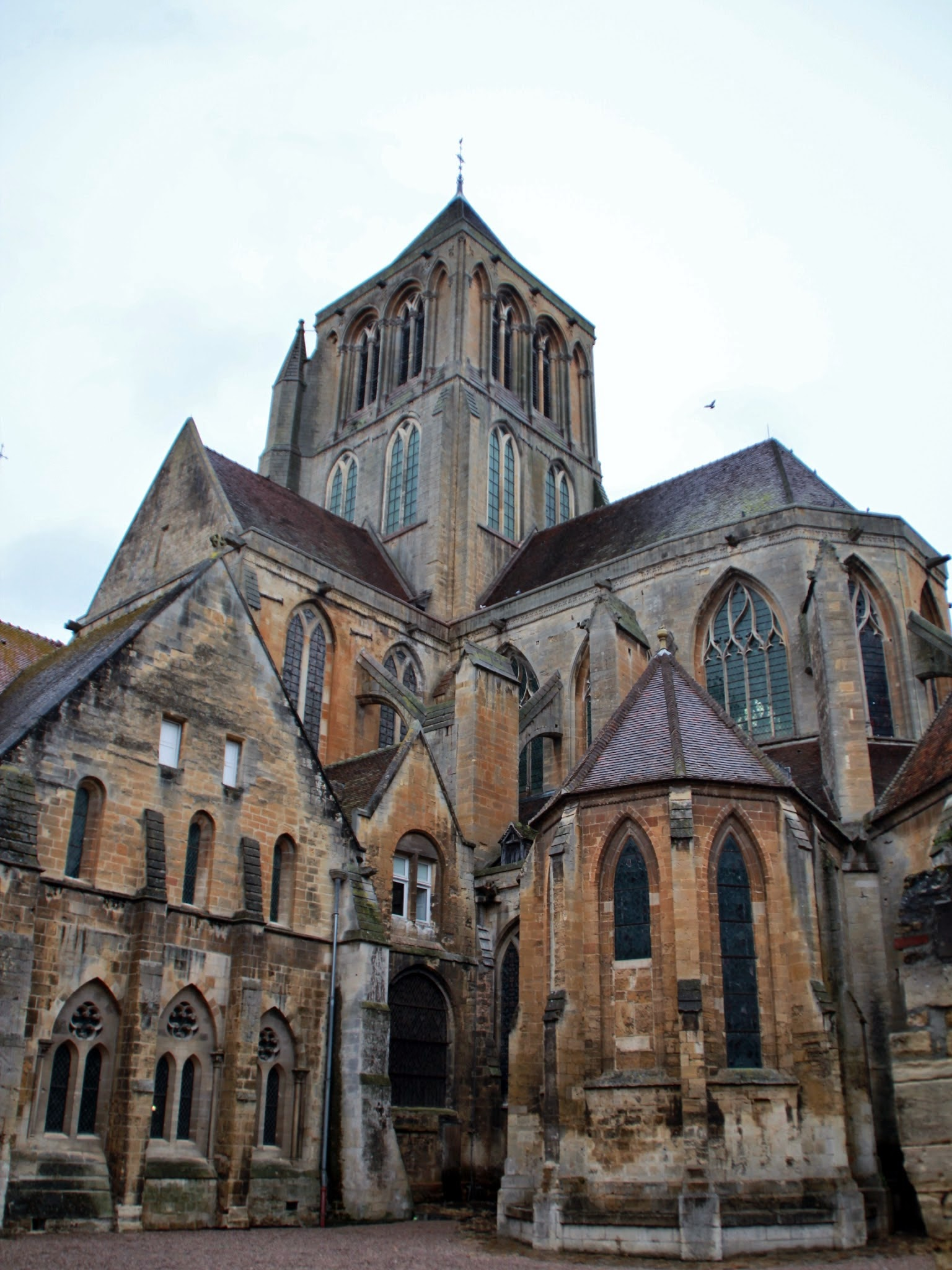
Abadia de Saint Pierre-sur-Dives
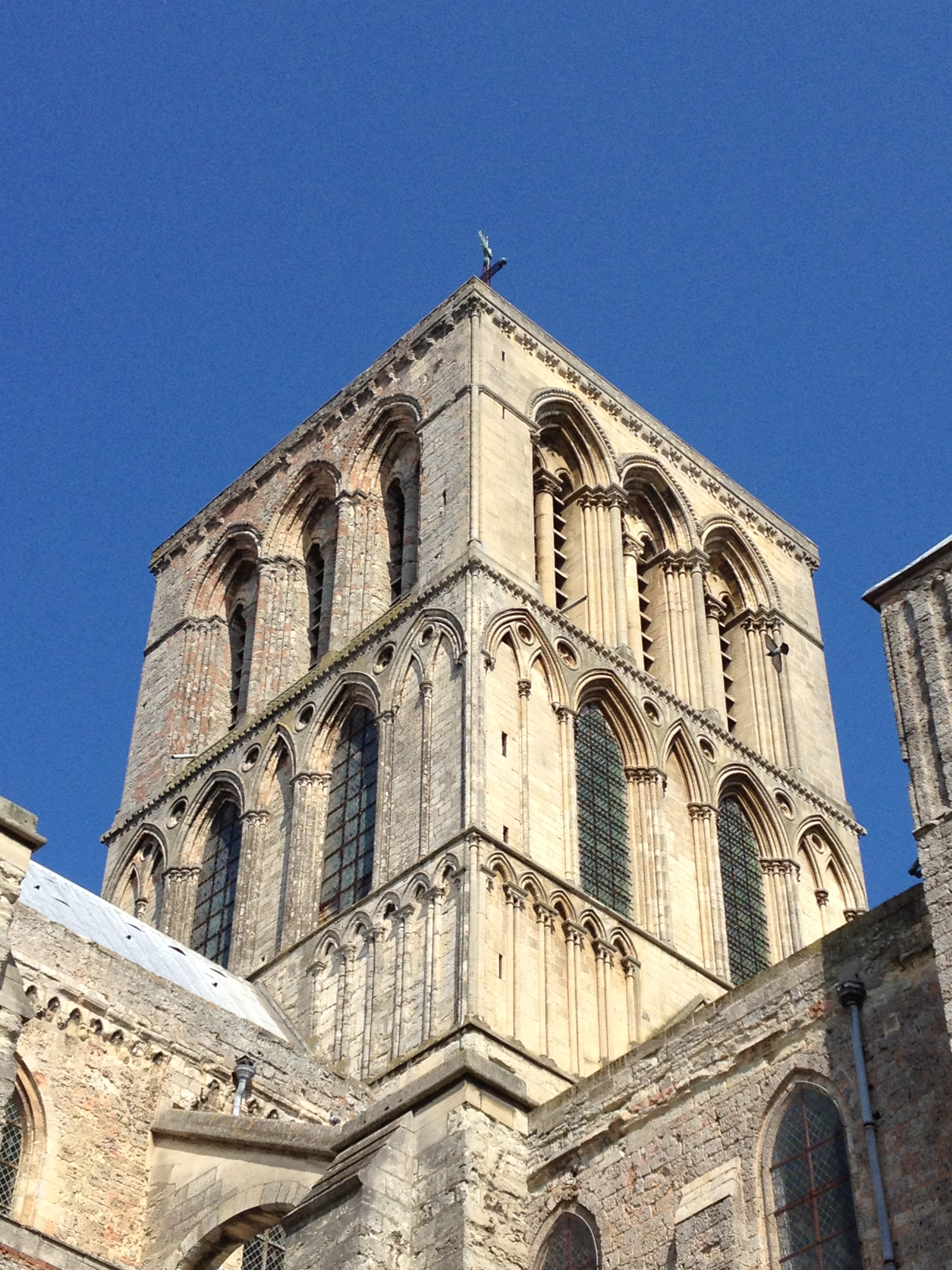
Abadia de la Trinitat de Fécamp
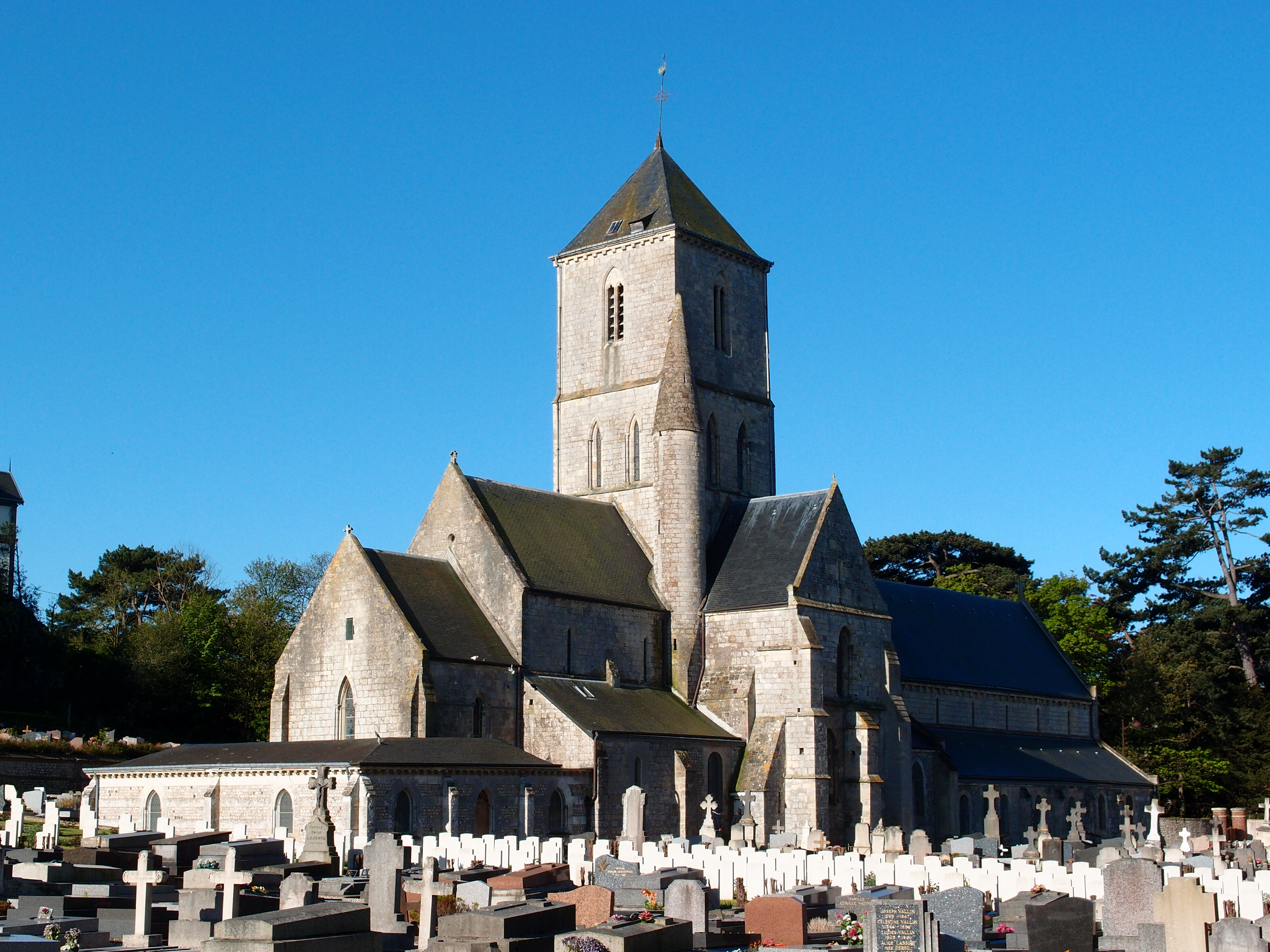
Església Notre-Dame d'Étretat

## El gòtic francès (1250-1350)
- Gòtic radiant

## El temps de les crisis (1350-1450)
- Gòtic flamíger

## Llista d'edificis normands de l'edat mitjana

### Esglésies i abadies

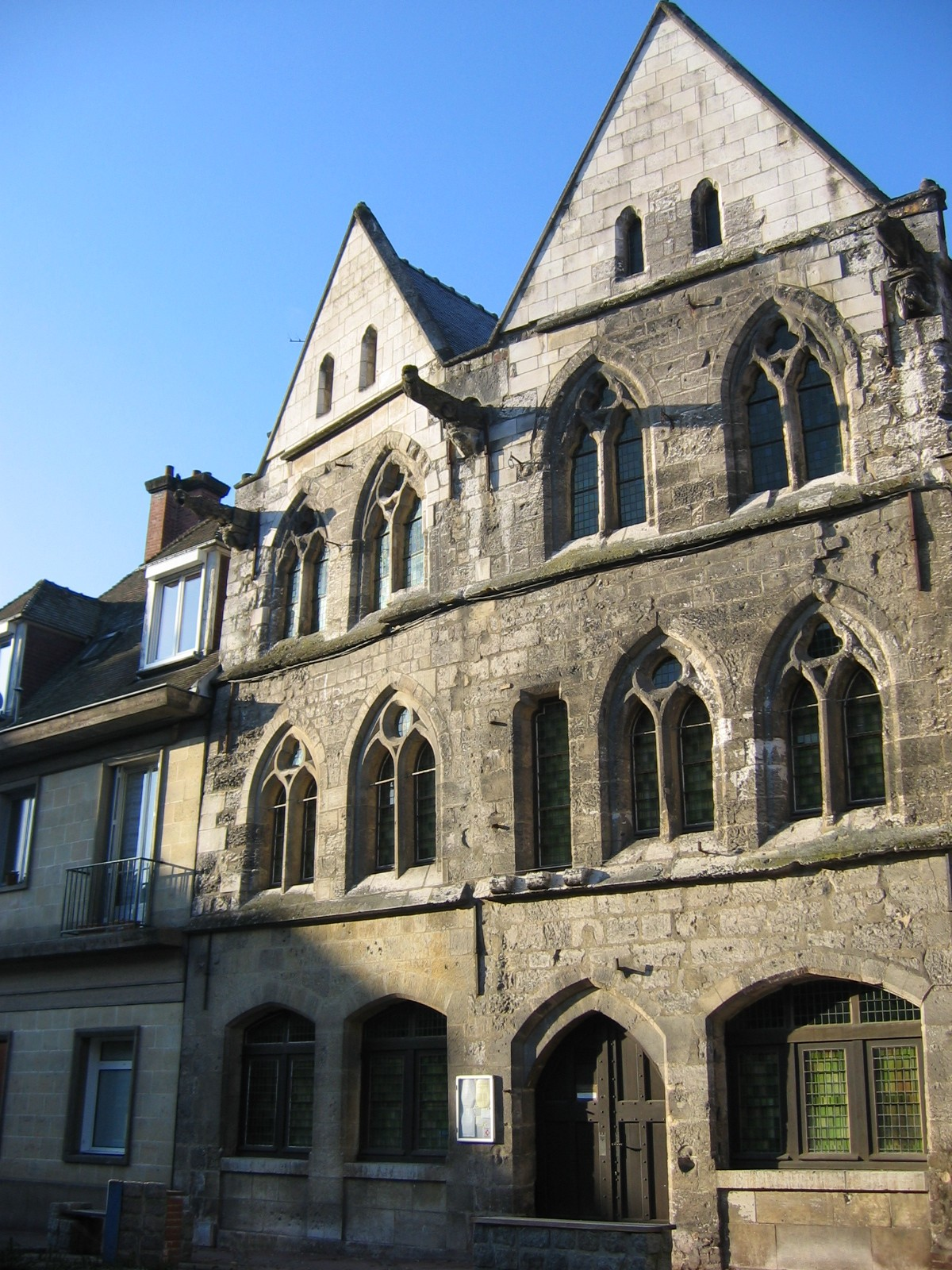
Casa dels Templers, Caudebec-en-Caux

Cases dels Templers, Caudebec-en-Caux, s. XII i XIII
- segle XI

Cripta de la catedral de Notre-Dame de Bayeux
Cor de la Col·legiata de Notre-Dame de Vernon
- segle XII

Abadia de Saint-Georges-de-Boscherville a Saint-Martin-de-Boscherville
- segle xiii

Catedral de Notre-Dame de Rouen, iniciada al 1200
Sala capitular de l'abadia de Notre-Dame d'Hambye
Cor de les seus de Notre-Dame d'Évreux i de Sées
Església i sala capitular de l'abadia de Notre-Dame de Fontaine-Guérard
- segle XIV

Cor de l'església abacial de Saint-Ouen de Rouen (1318-1339)
Palau Ducal i sala de Guàrdies de l'abadia aux Hommes
- segle XV

### Edificis laics
- segle XII
- segle xiii

Casa pairal d'Agnés Sorel, Le Mesnil-sous-Jumièges
Casa pairal dels Templers, Saint-Martin-de-Boscherville
Comandància de Sainte-Vaubourg, Val-de-la-Haye
- segle XV

Castell d'Ételan
Casa des Quatrans, Caen

## Galeria d'imatges

Abadia des Hommes i església abacial de Sant Esteve, Caen
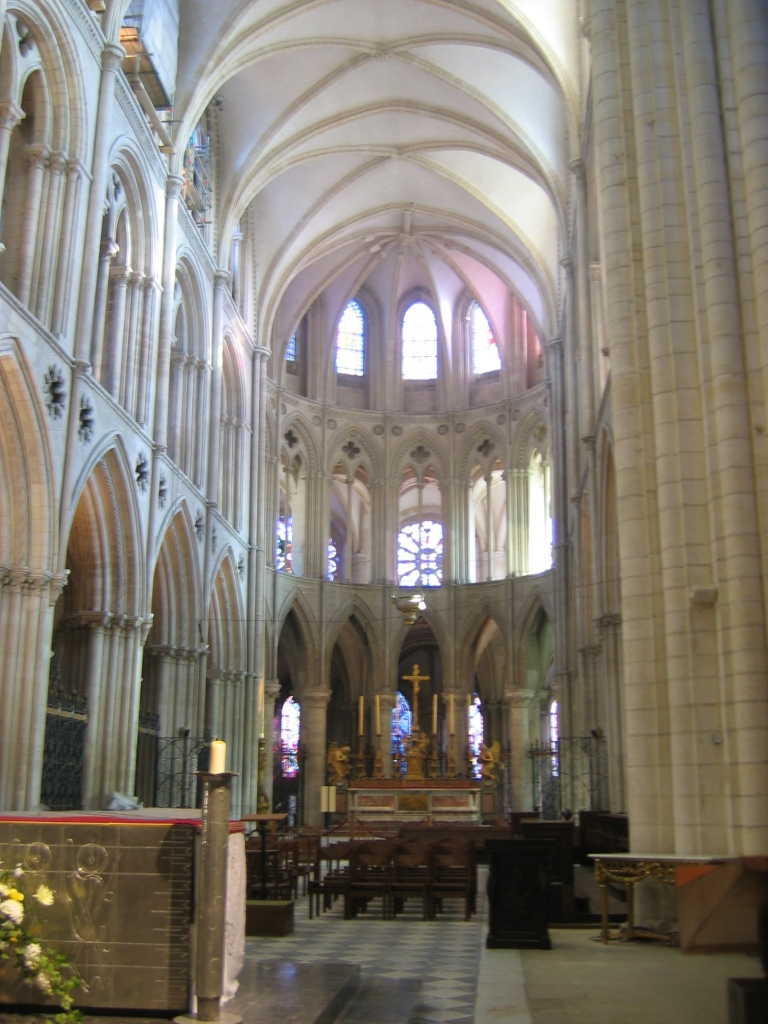
Saint Étienne, cor
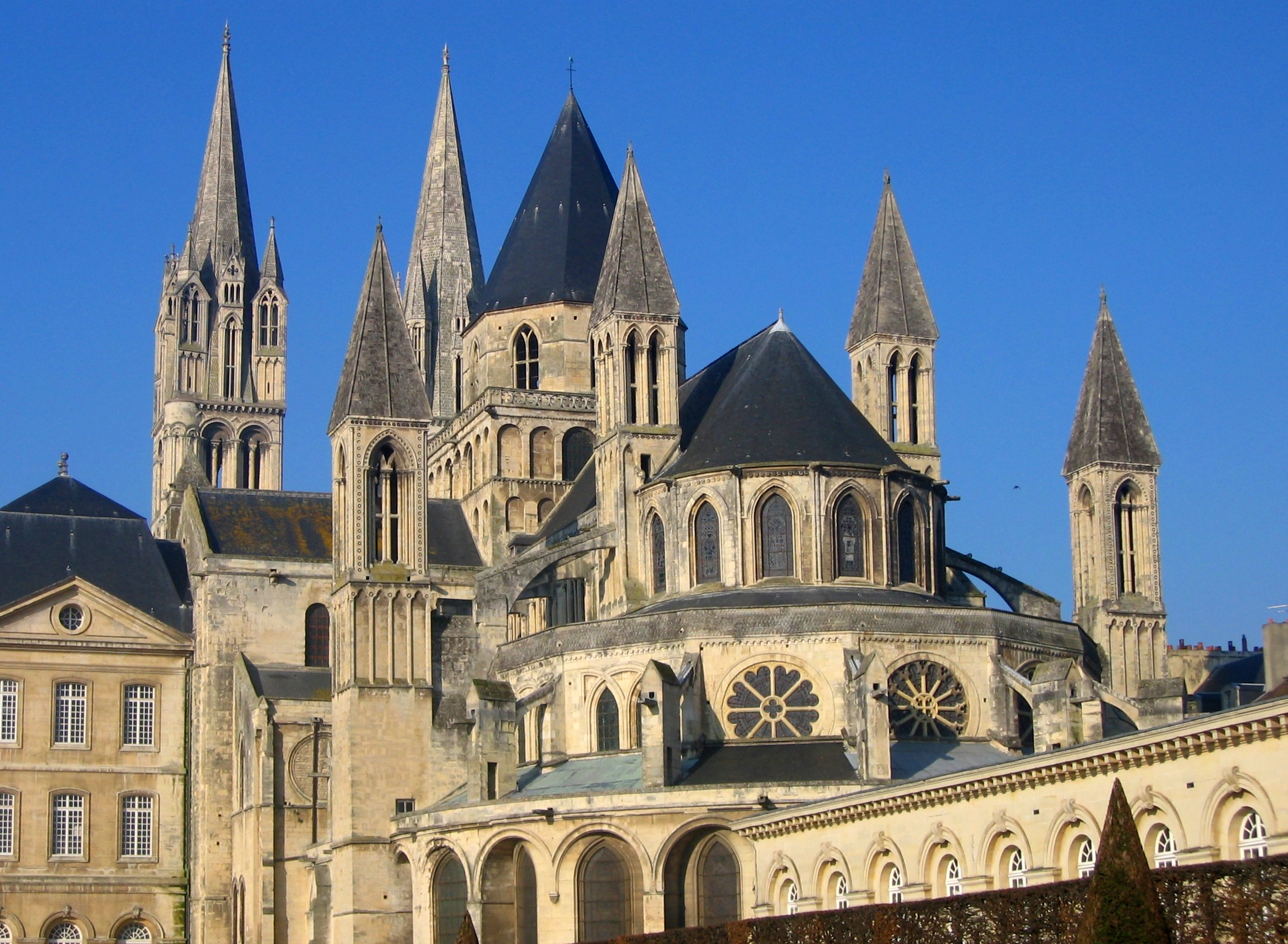
Saint Étienne, façana
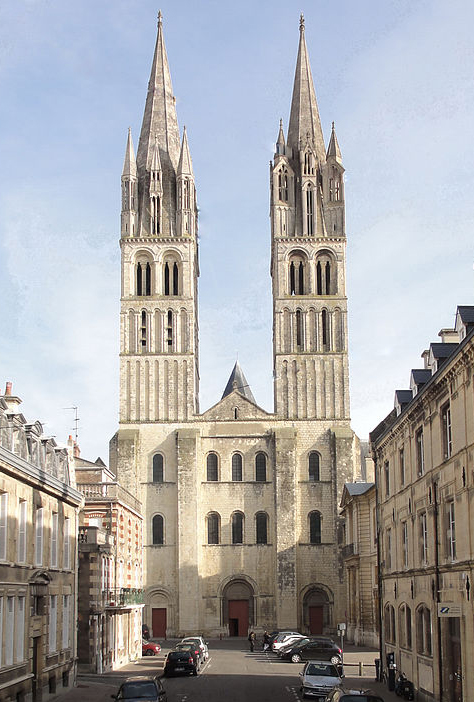
Saint Étienne, façana
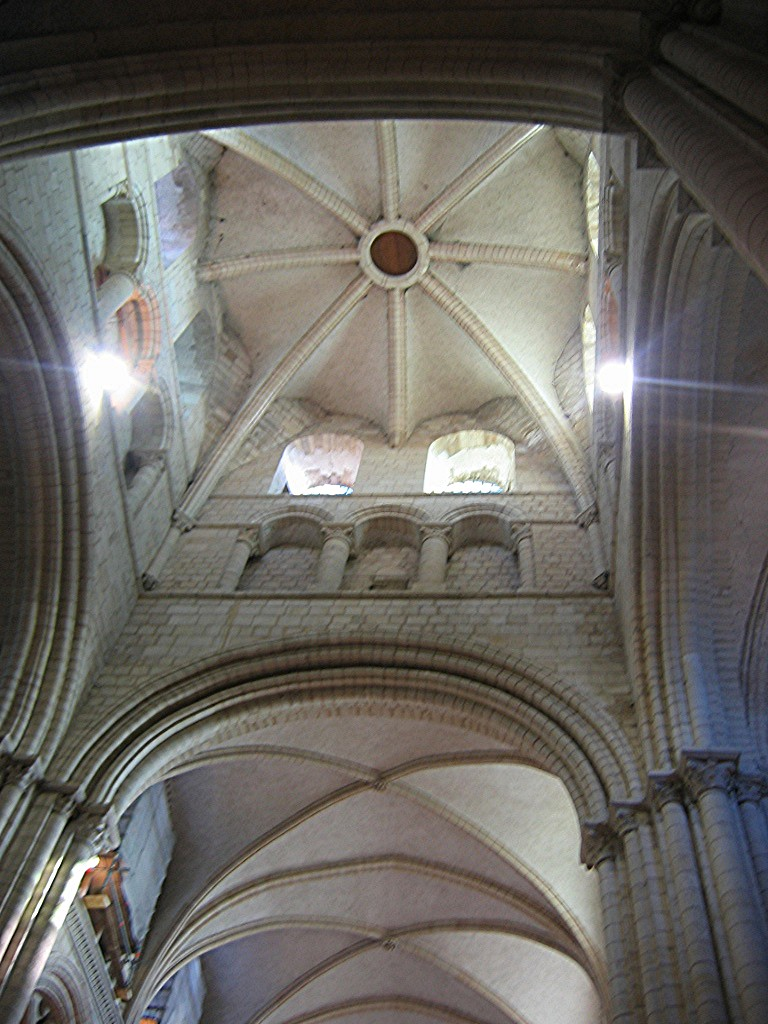
Saint Étienne
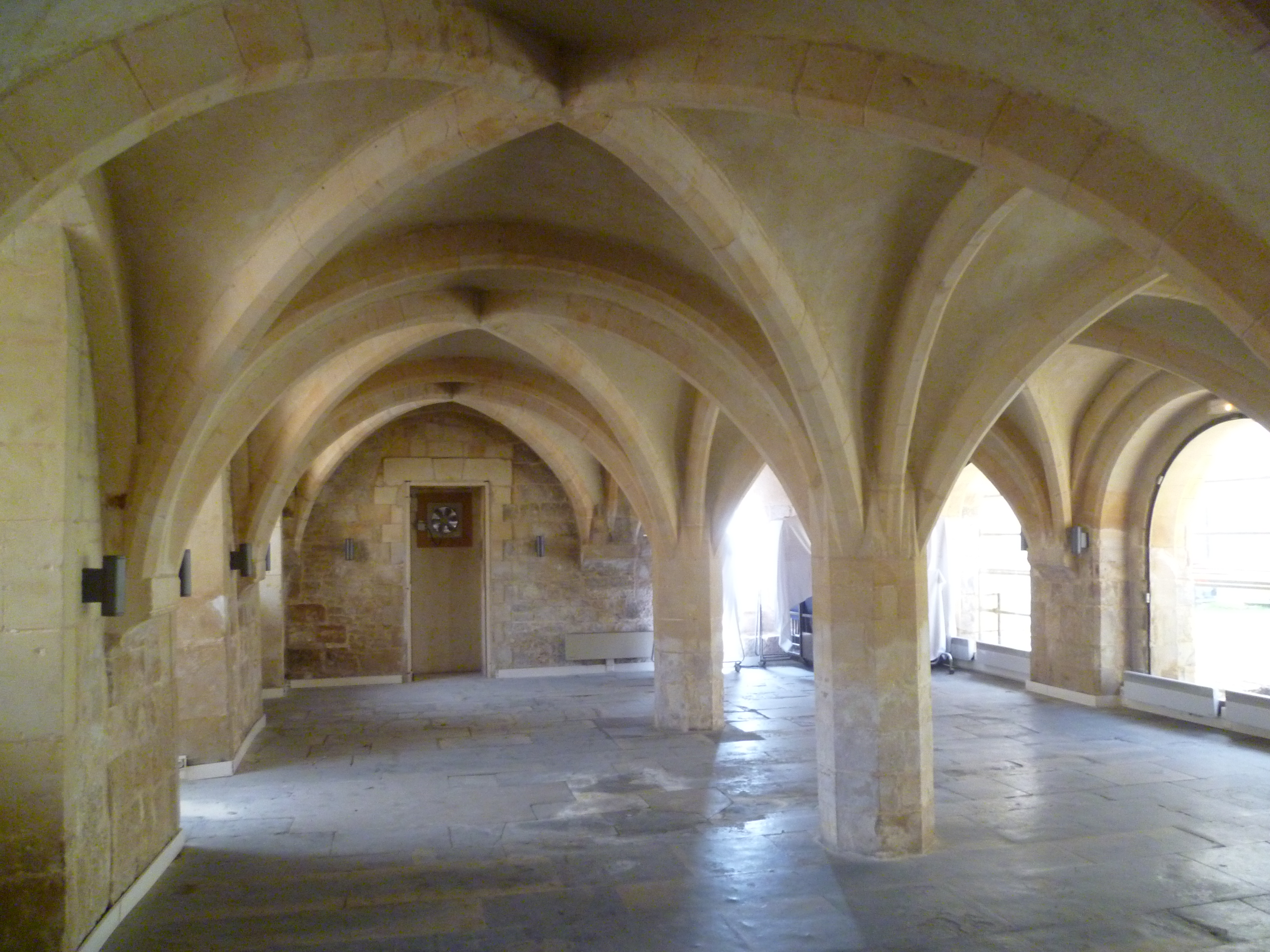
Sala gòtica del palau Ducal de l'abadia des Hommes
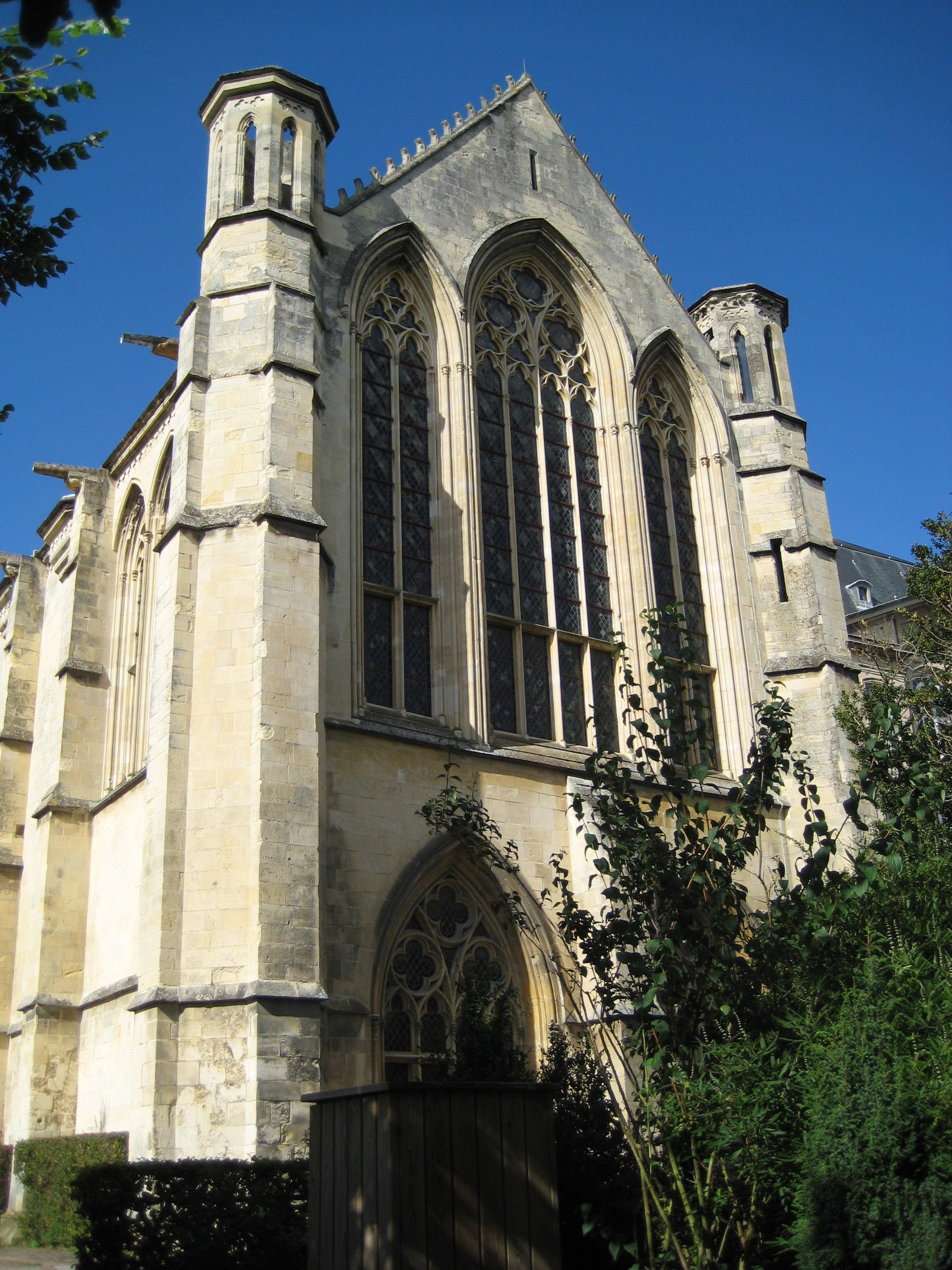
Sala de guàrdia de l'abadia des Hommes

Església abacial de la Trinitat de Caen
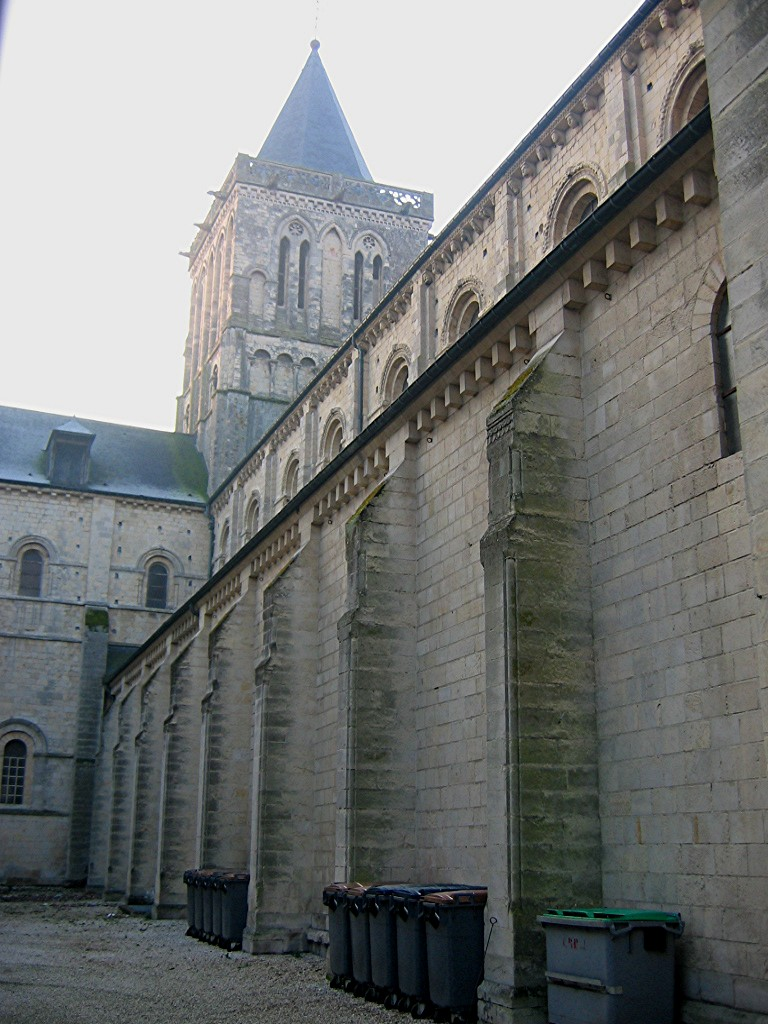
Església abacial de la Trinitat, Cauen
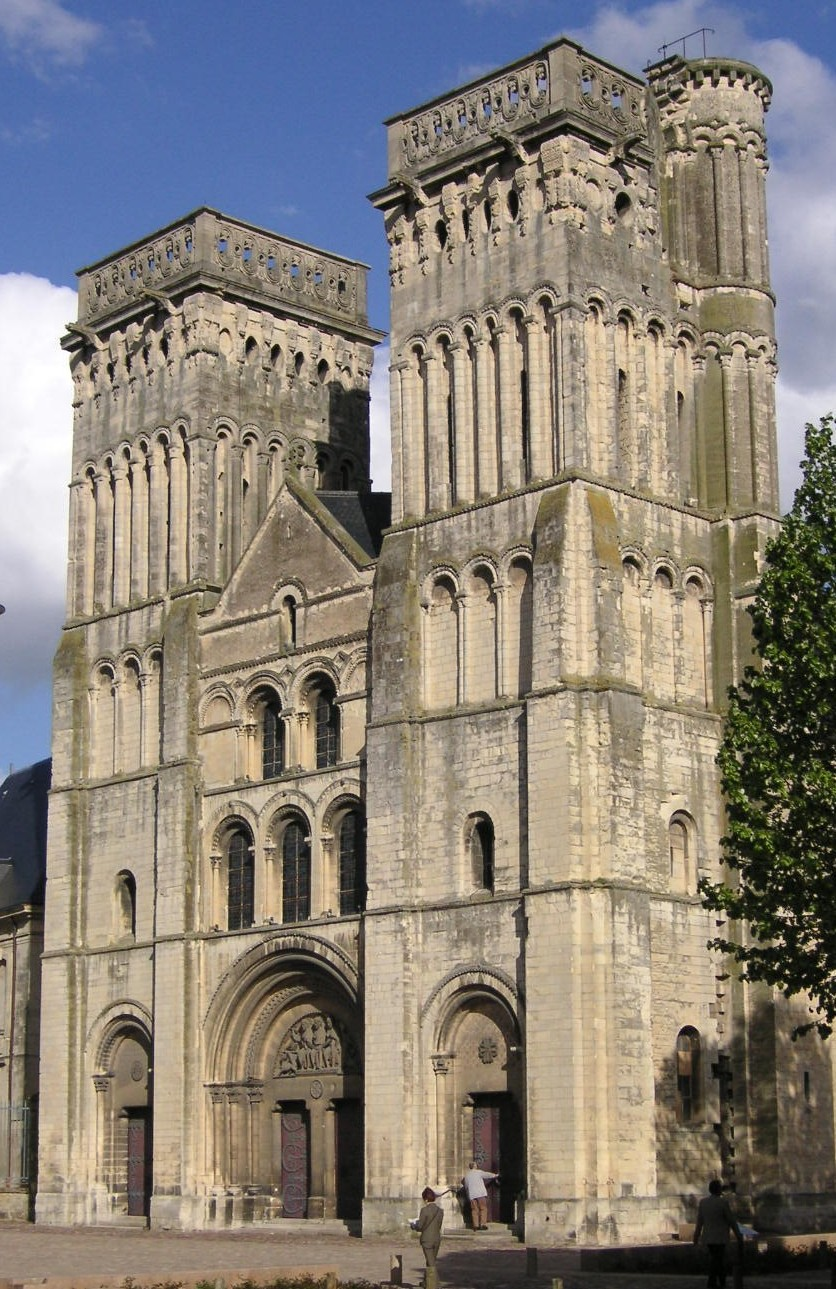
Façana principal
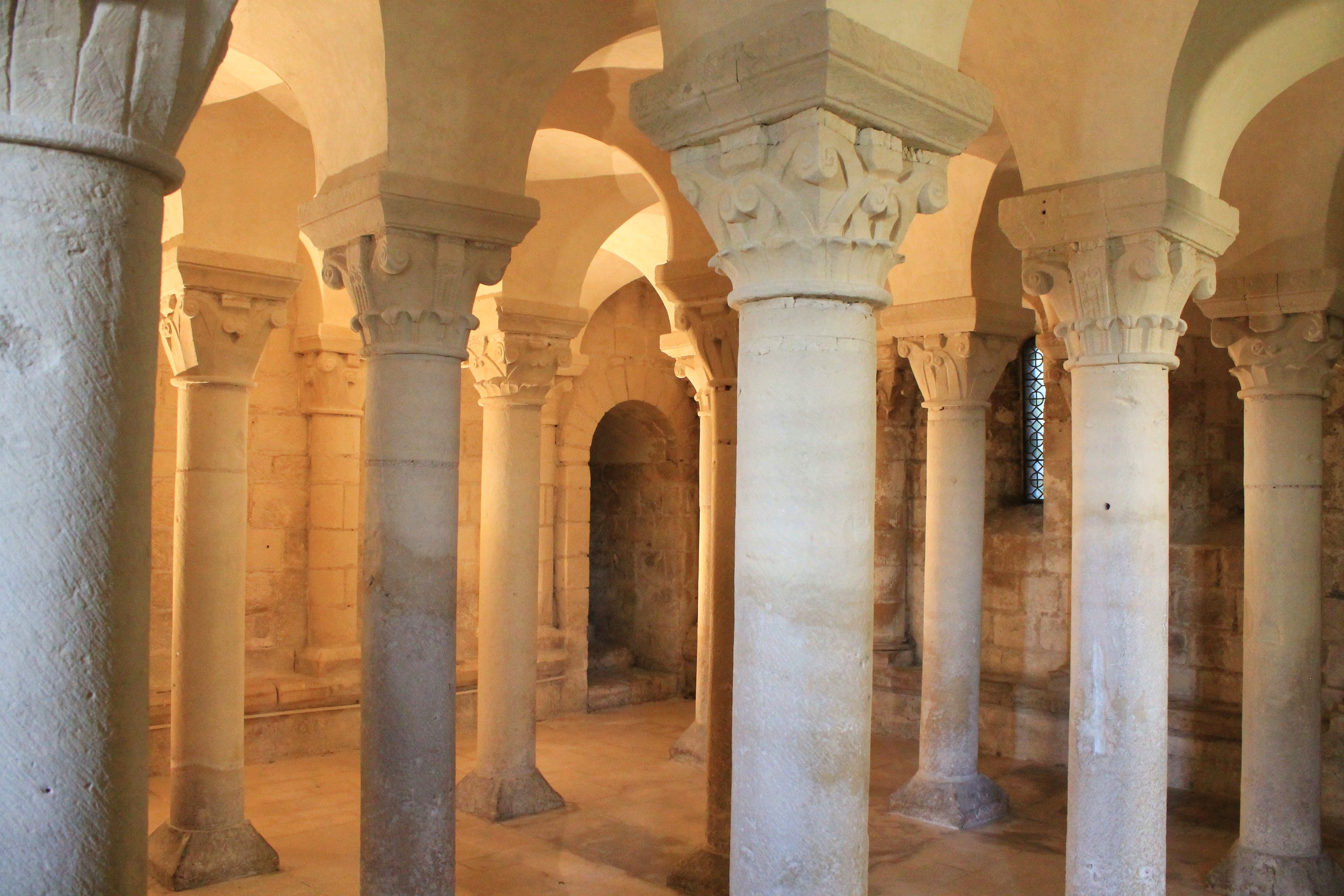
Cripta
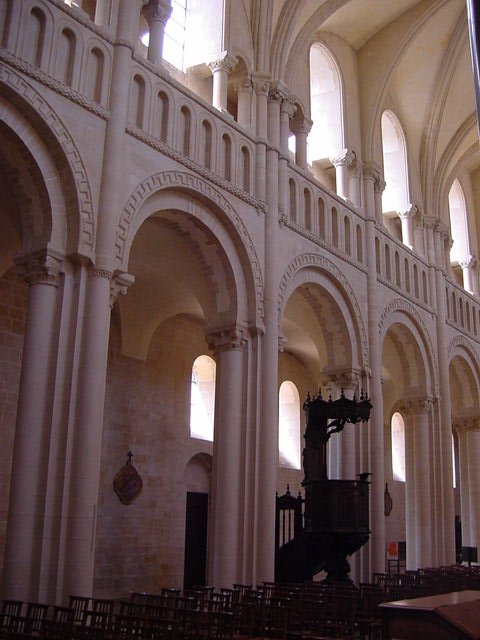
Nau

Castell de Caen
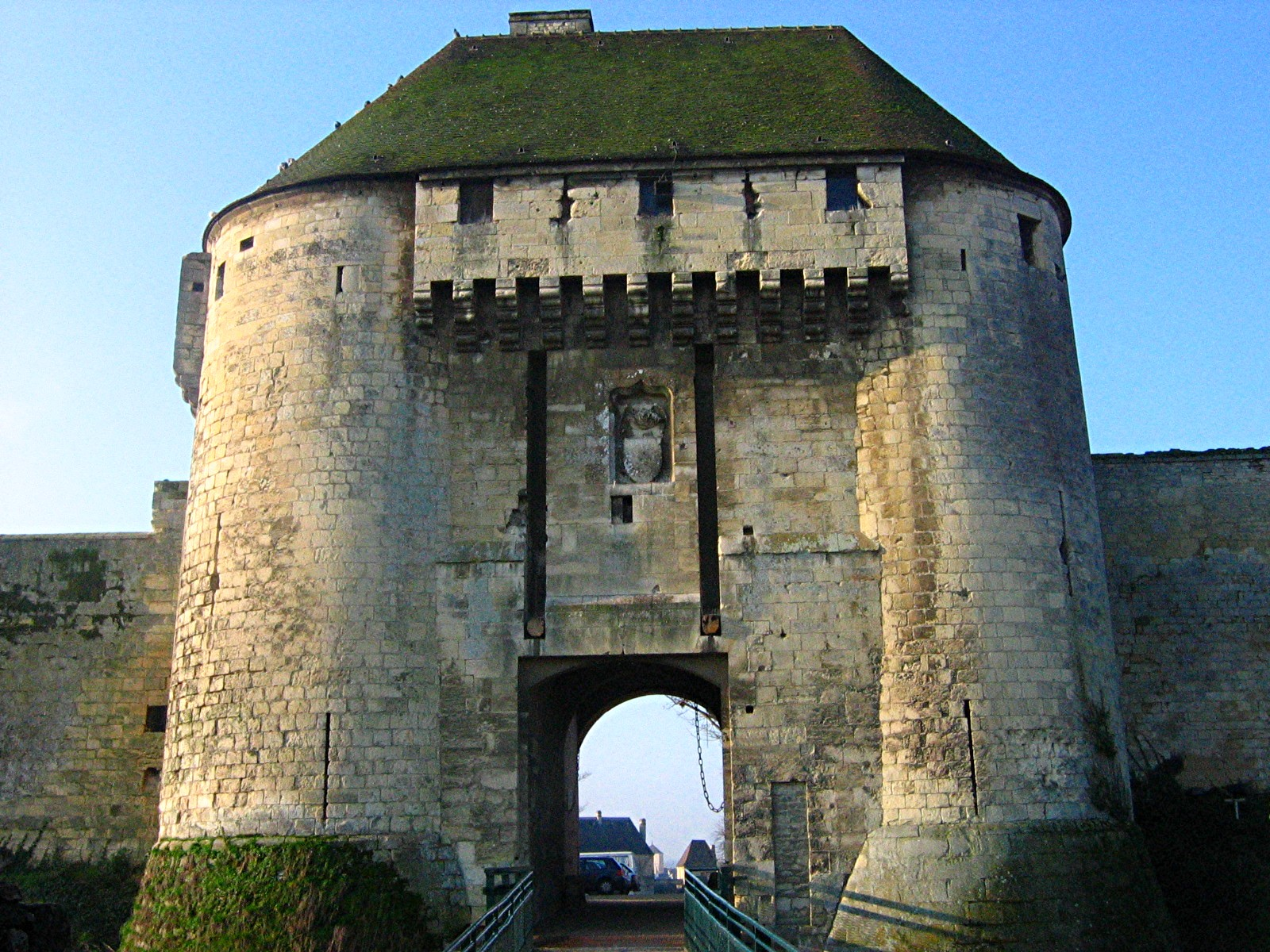
Porta dels Camps
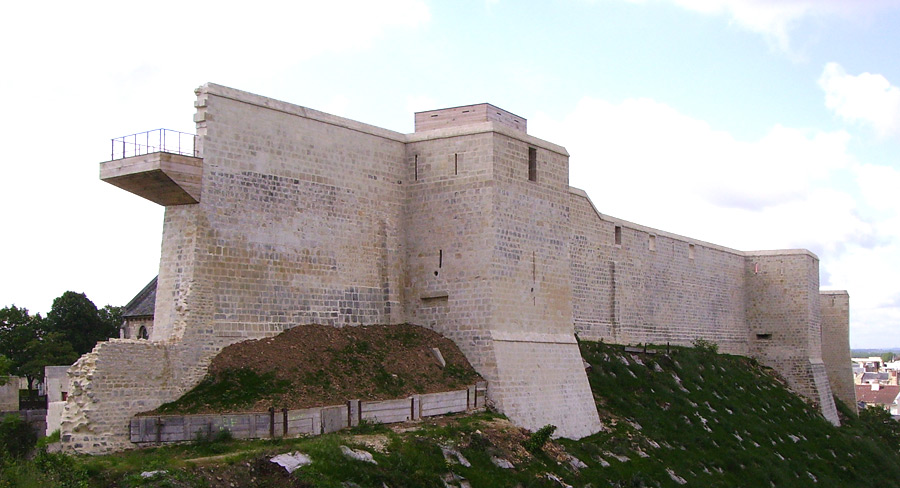
Cortina
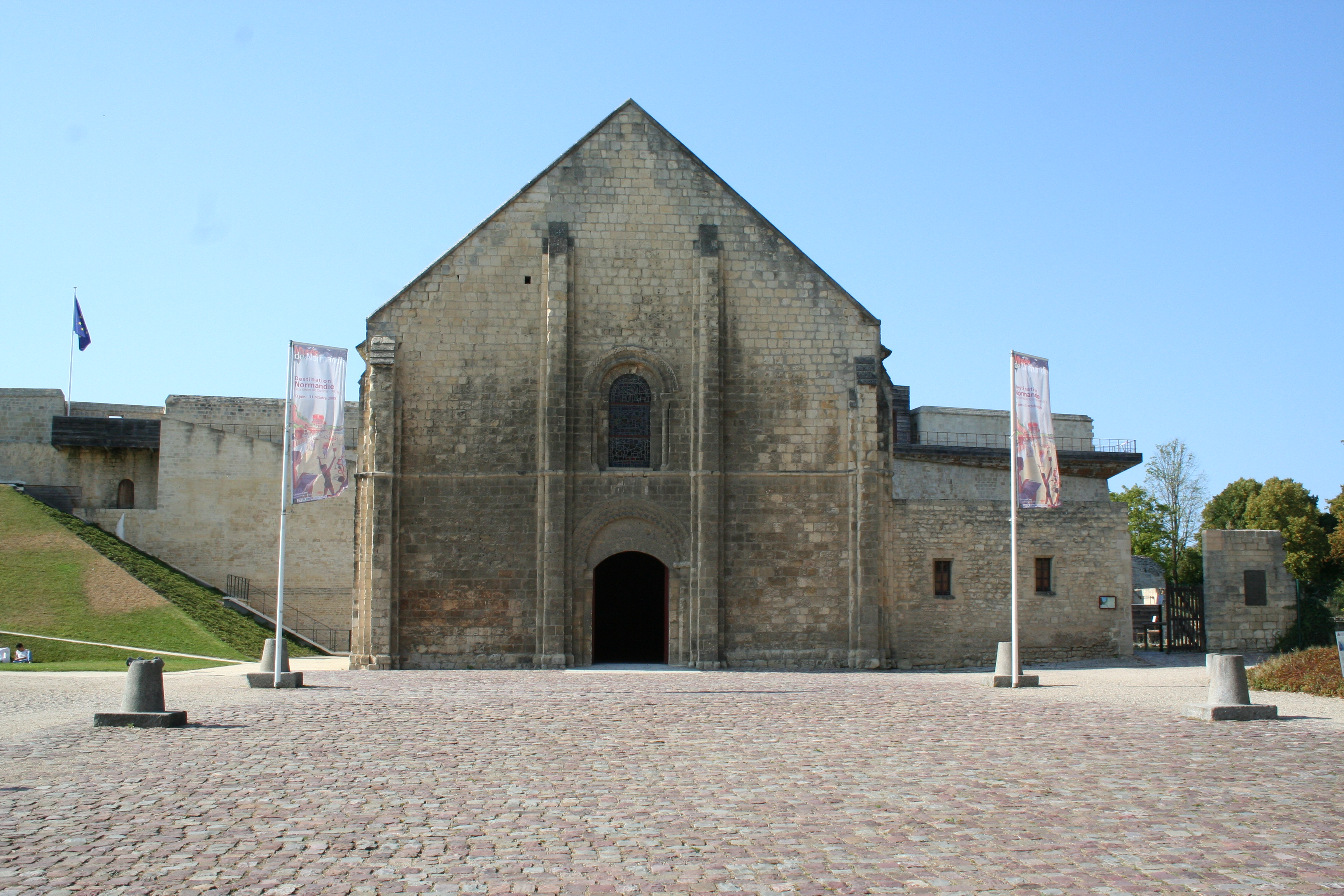
Sala de l'Échiquier
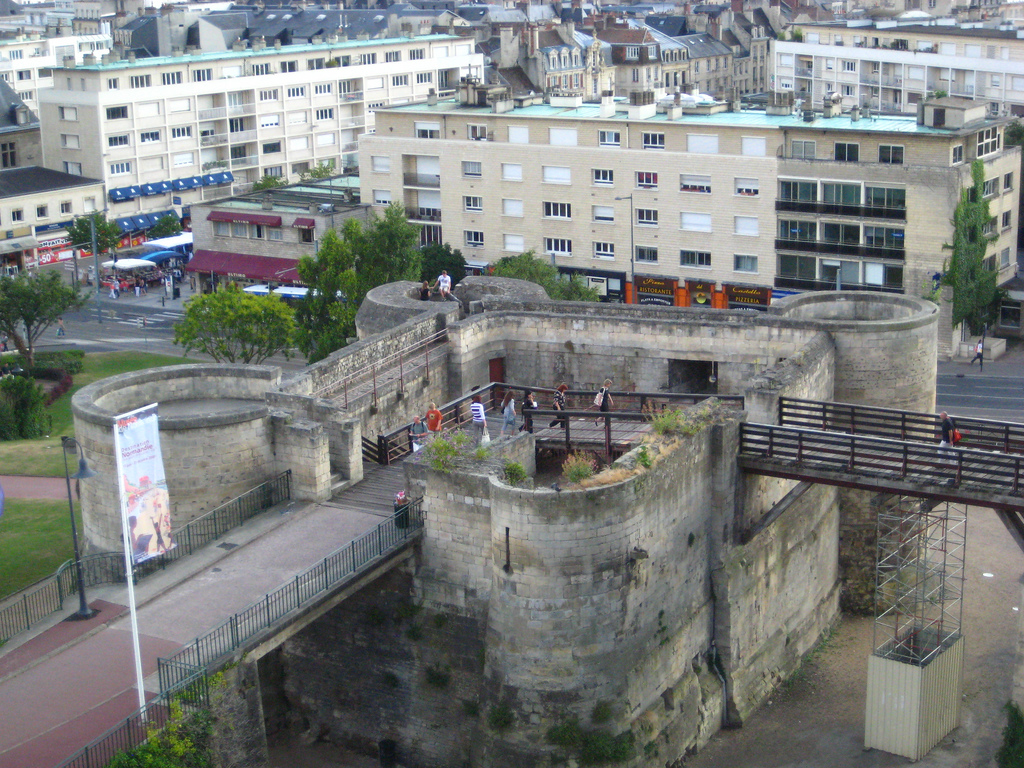
Barbacana de la porta de Saint-Pierre

Altres obres de Caen
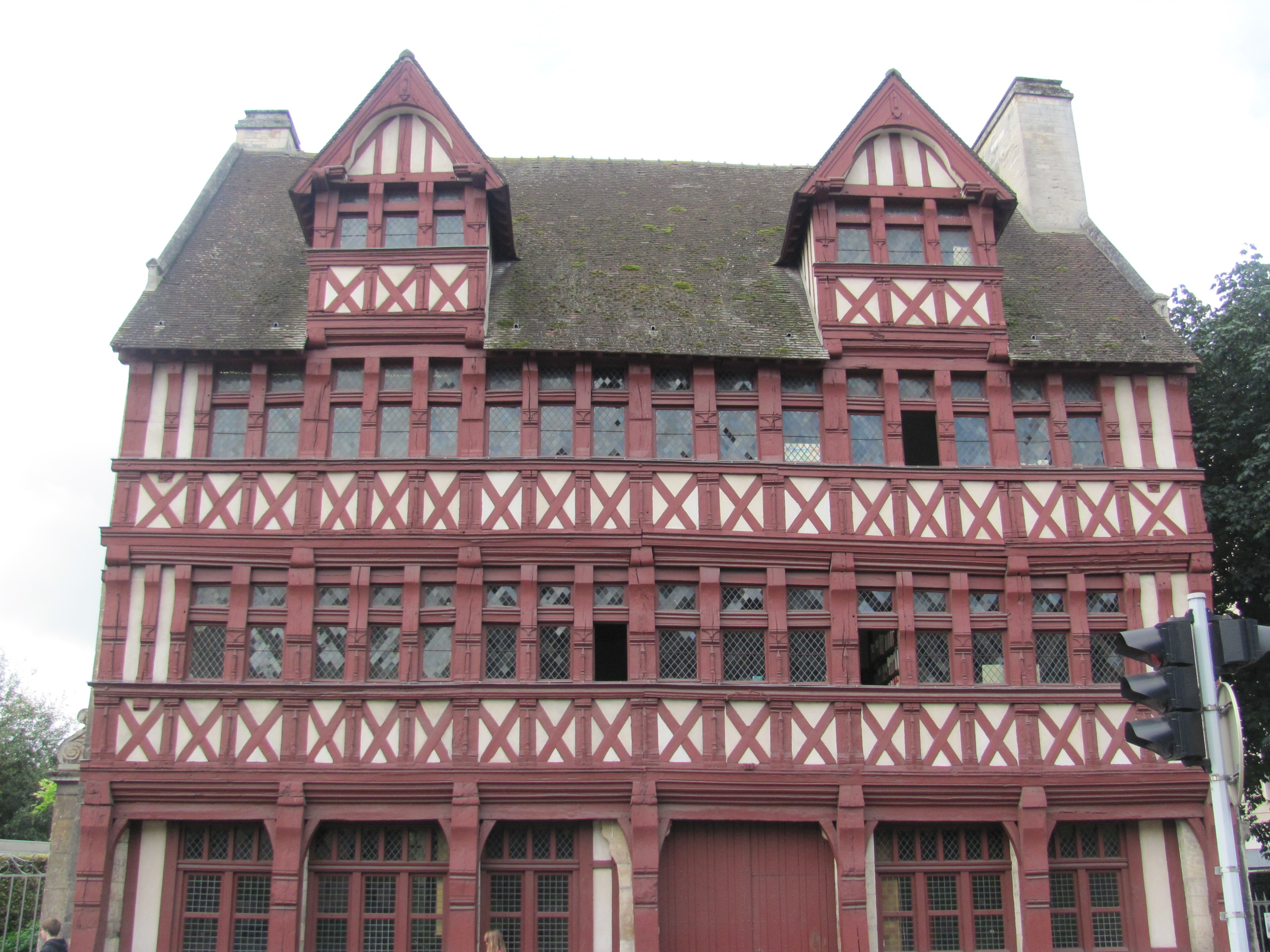
Casa dels Quatrans, segle XV
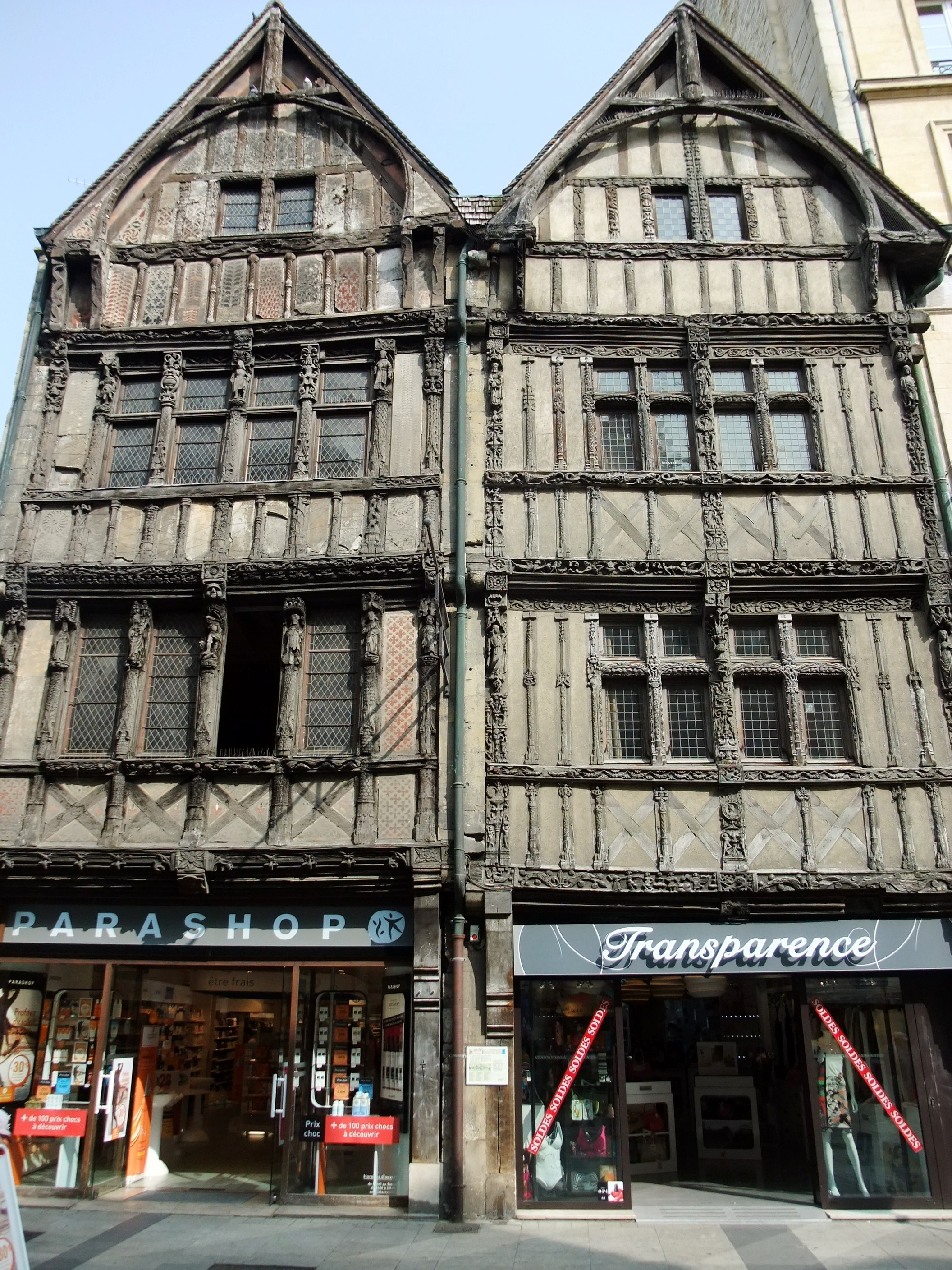
Casa medieval, rue Saint-Pierre 52-54 (segle xvi)
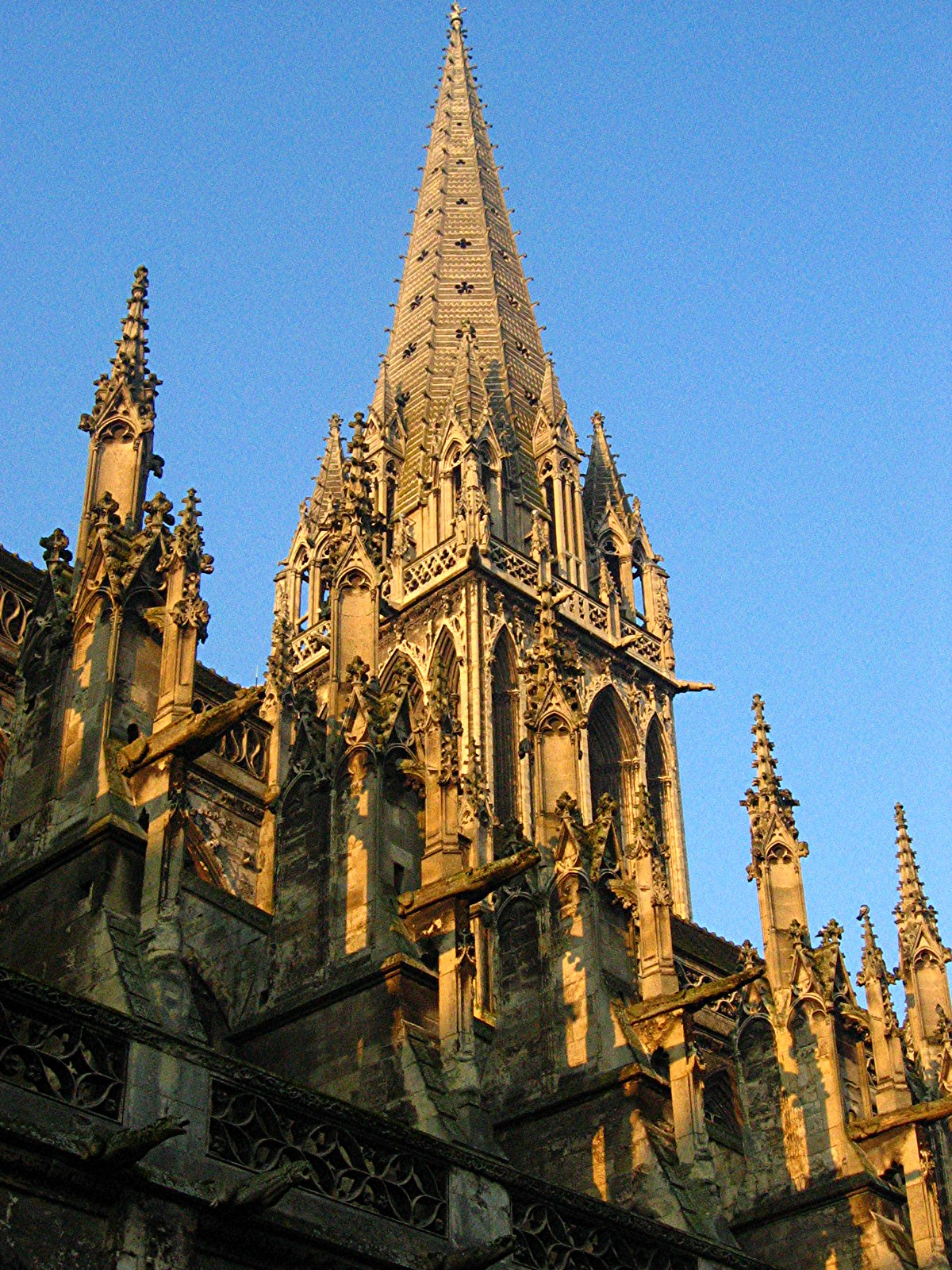
Església de Saint Pierre, torre
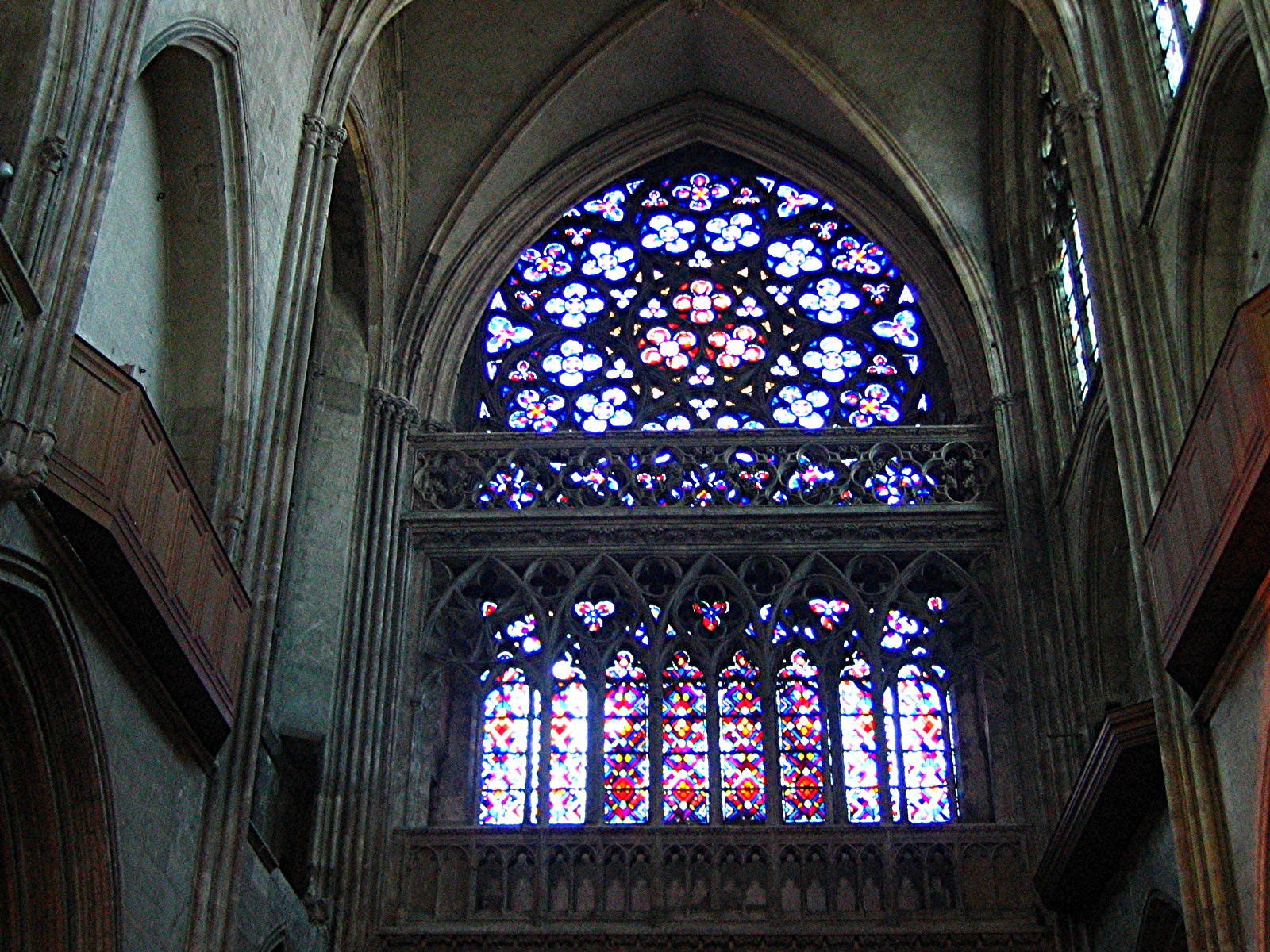
Església de Saint Pierre, vitrall de la façana

Bayeux
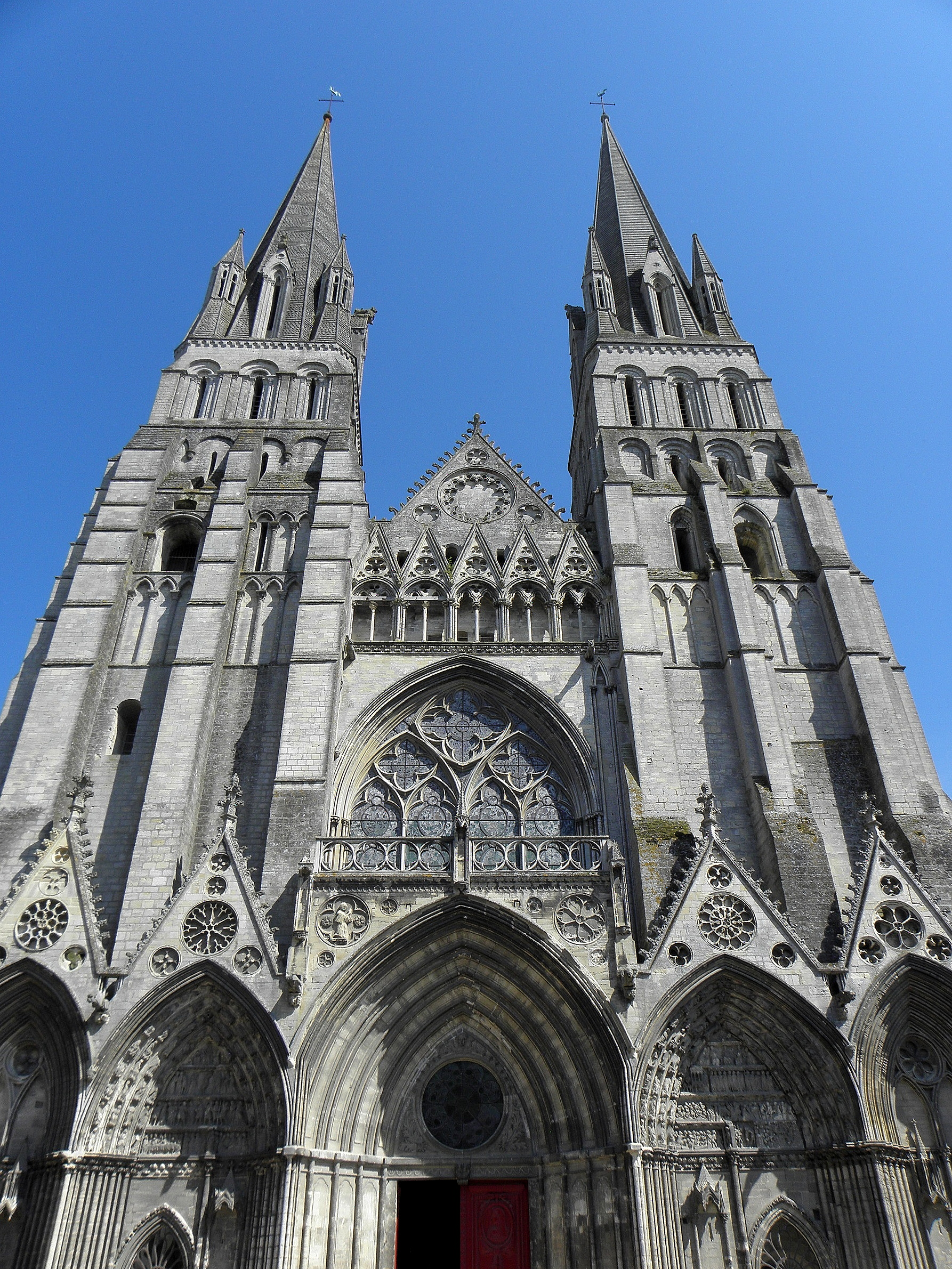
Torres de la façana
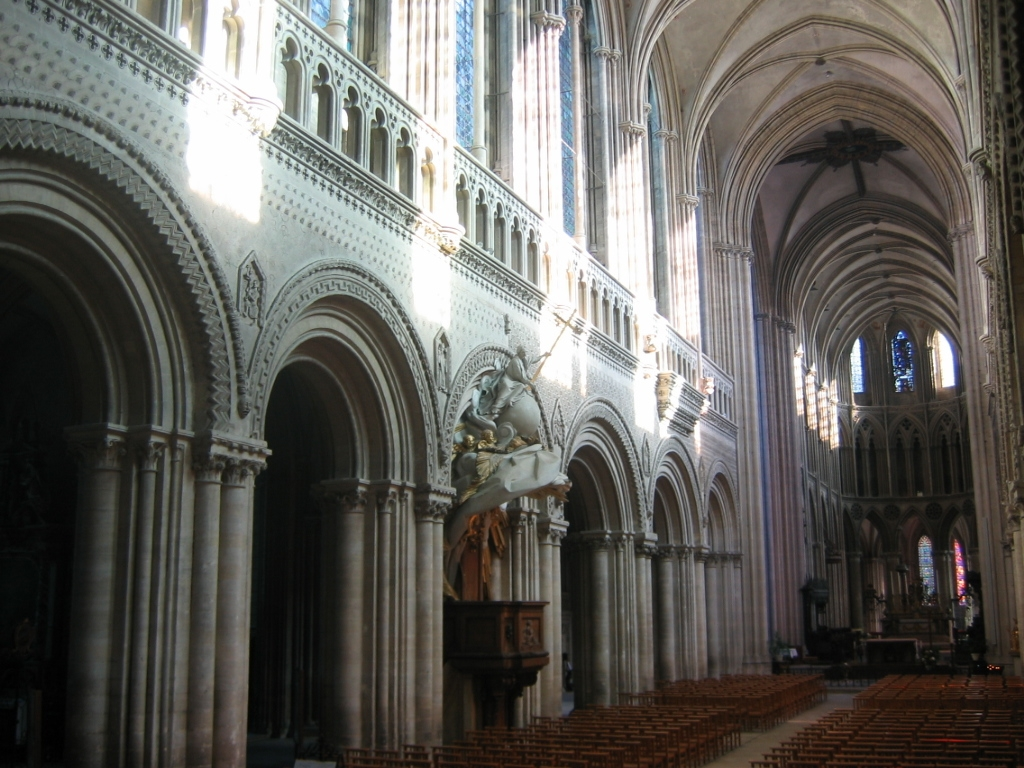
Nau
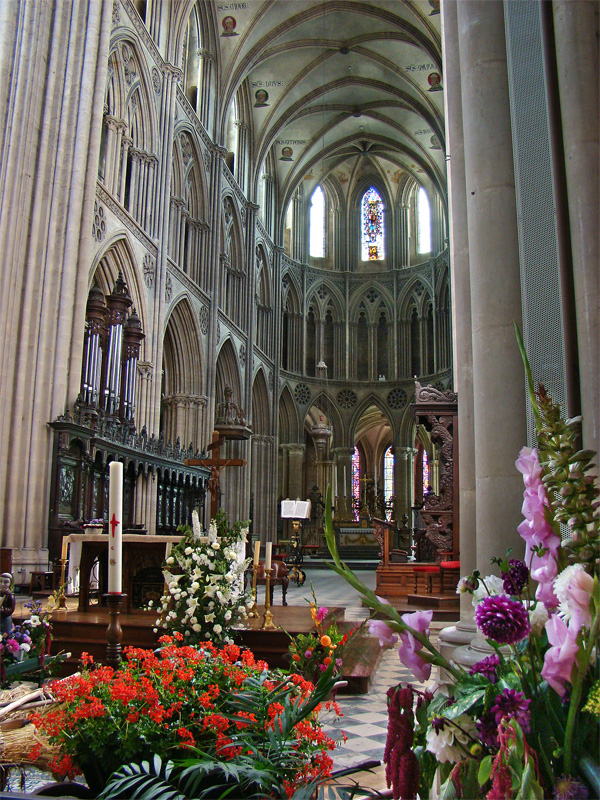
Cor
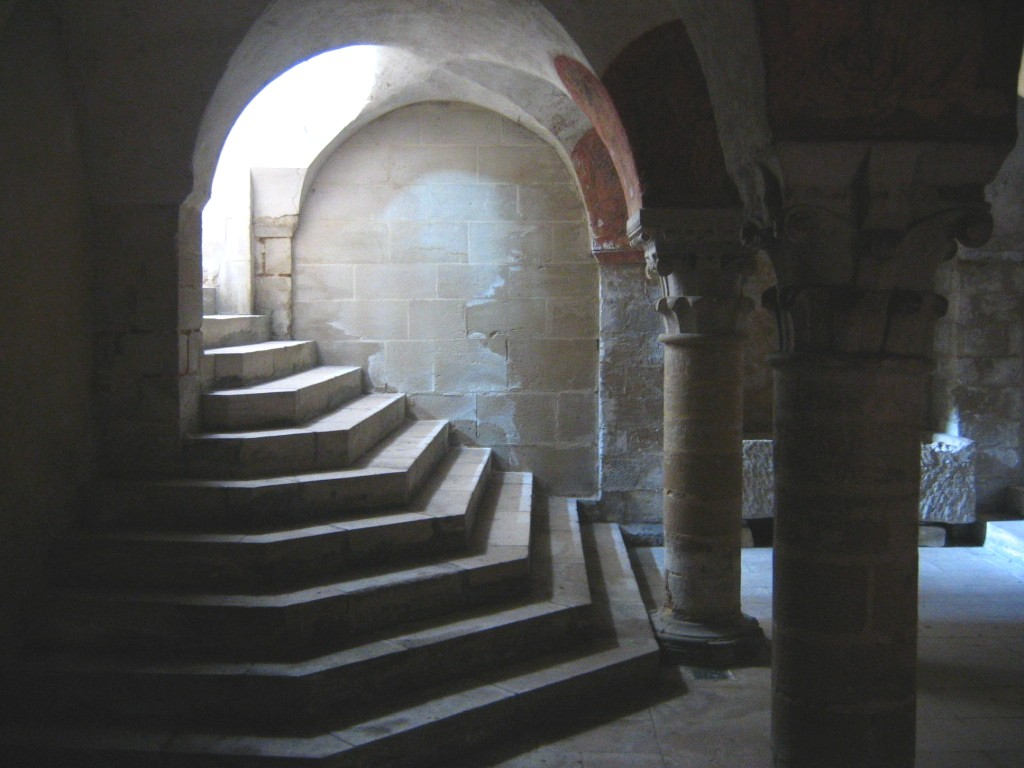
Cripta
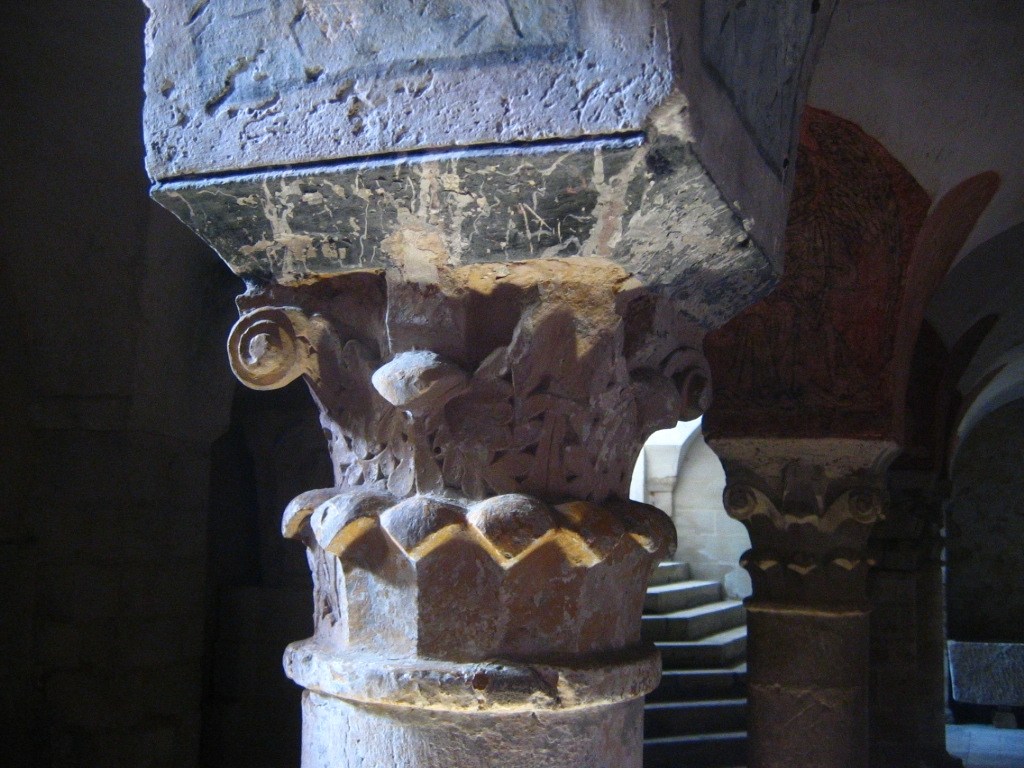
Cripta
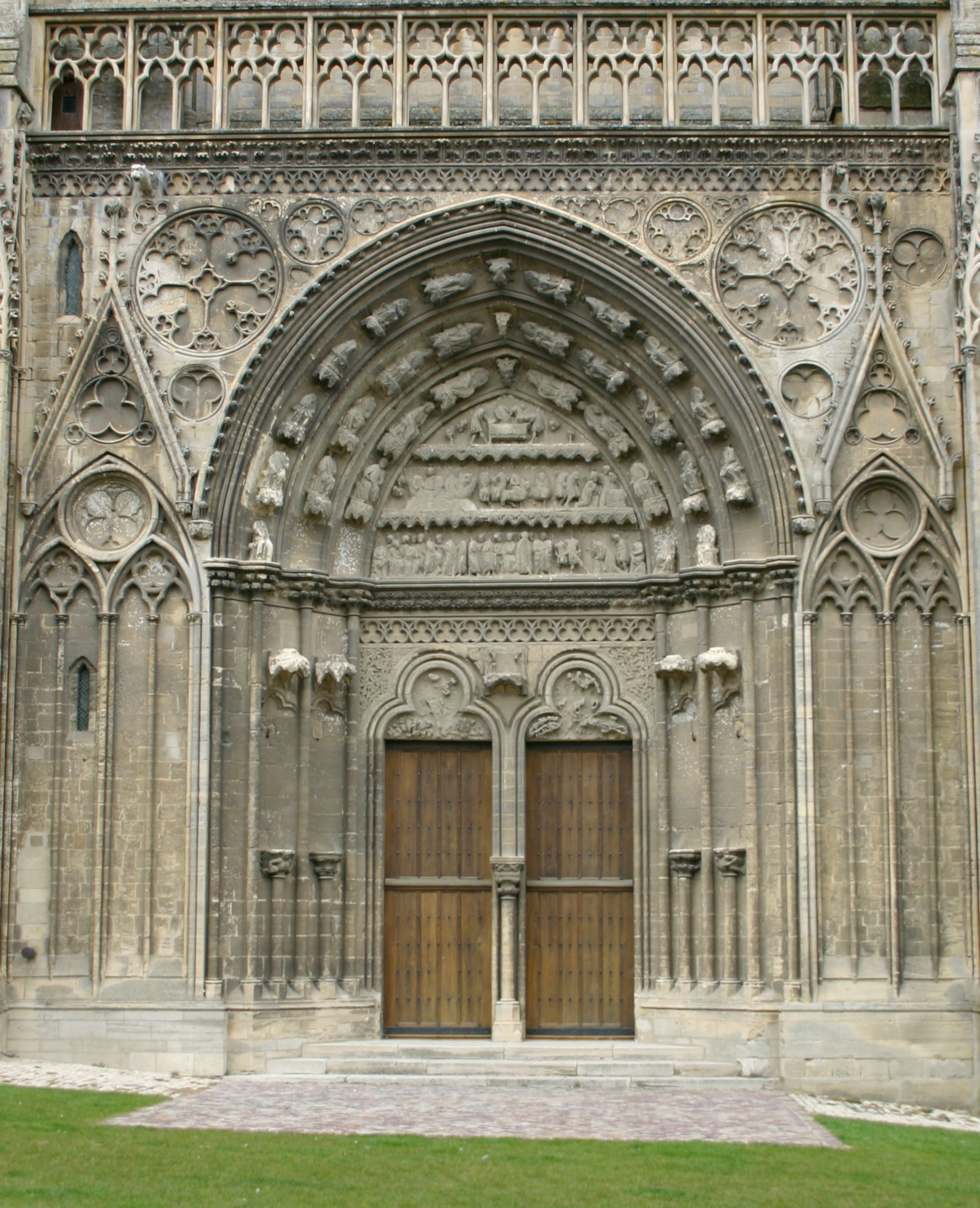
Porta lateral
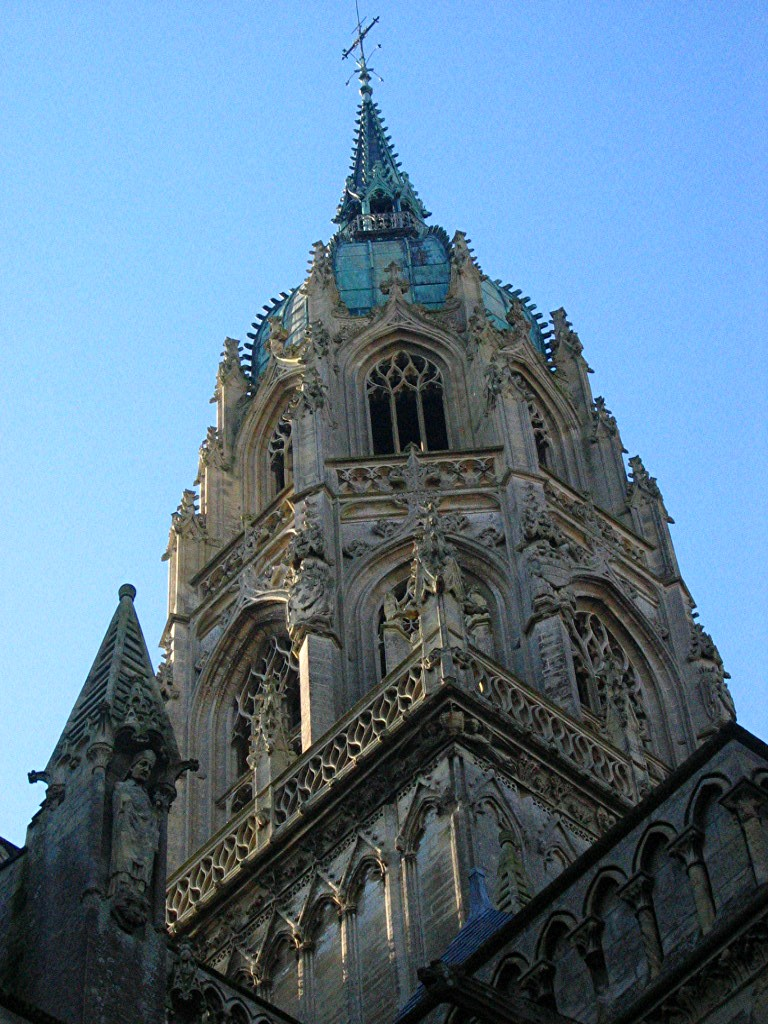
Cimbori

Saint-Martin-de-Boscherville
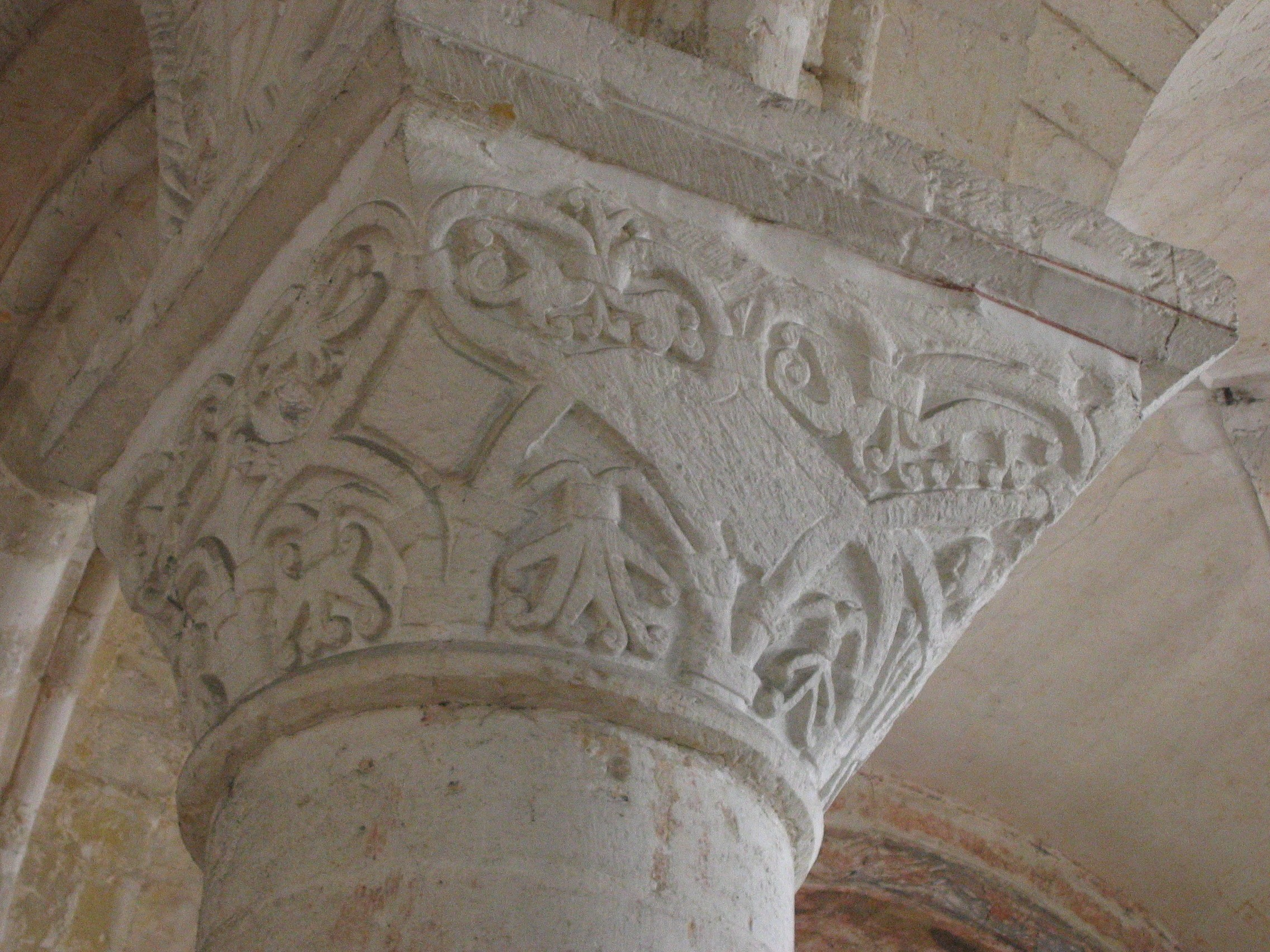
Capitell romànic
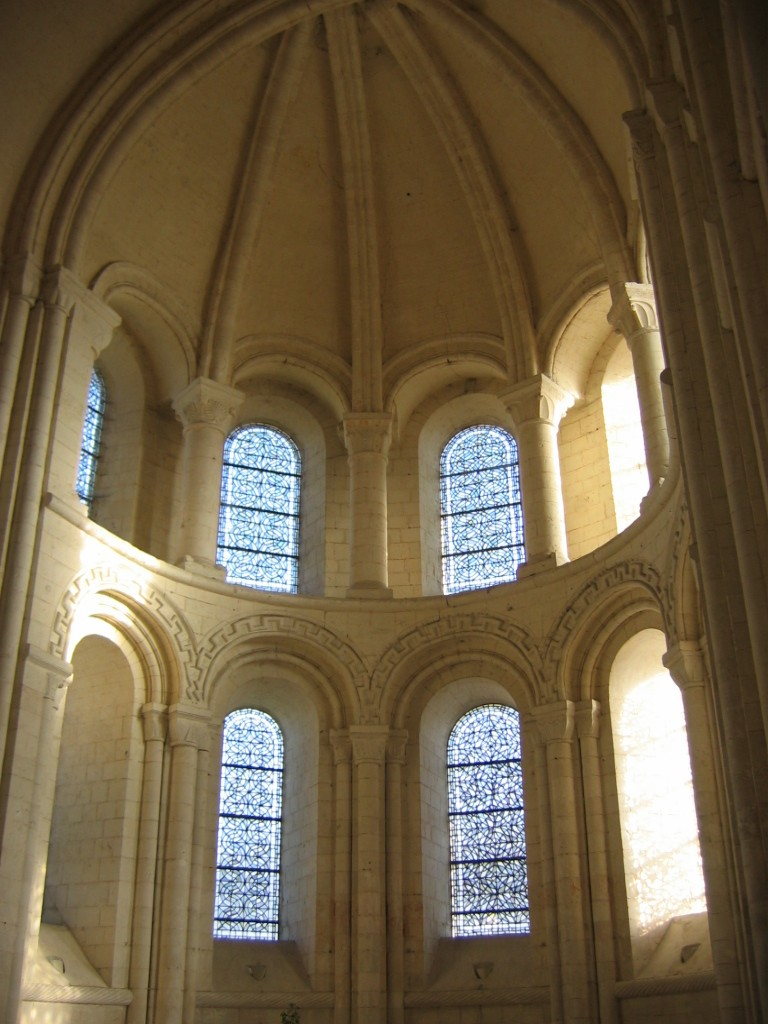
Cor
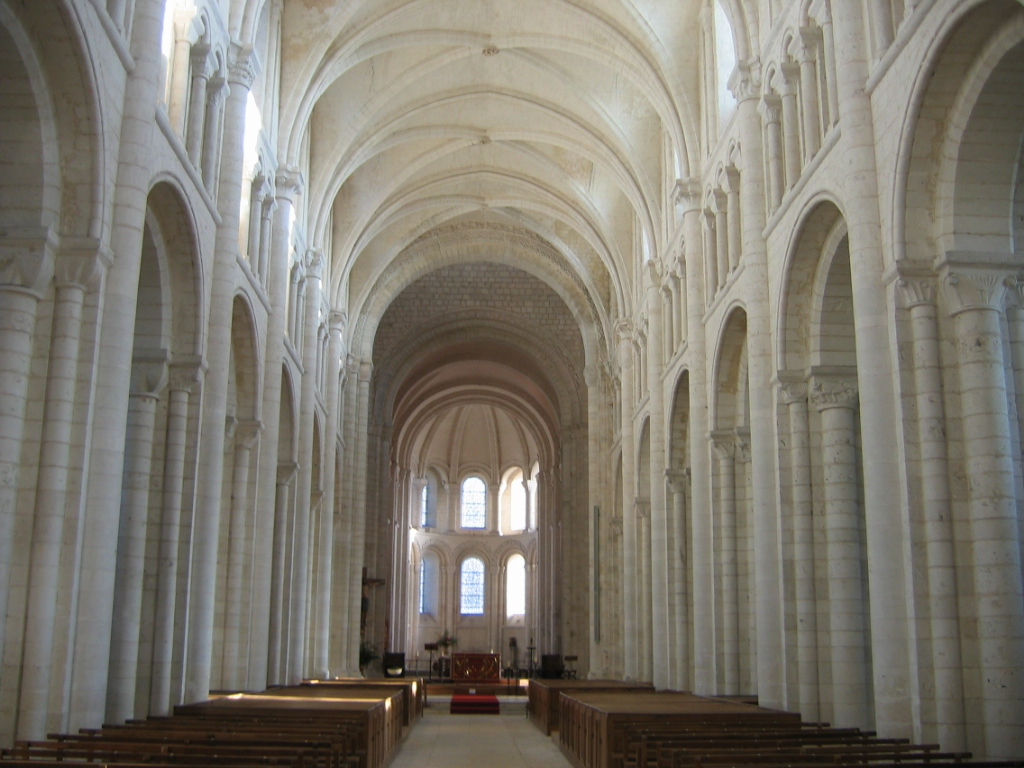
Nau

Rouen
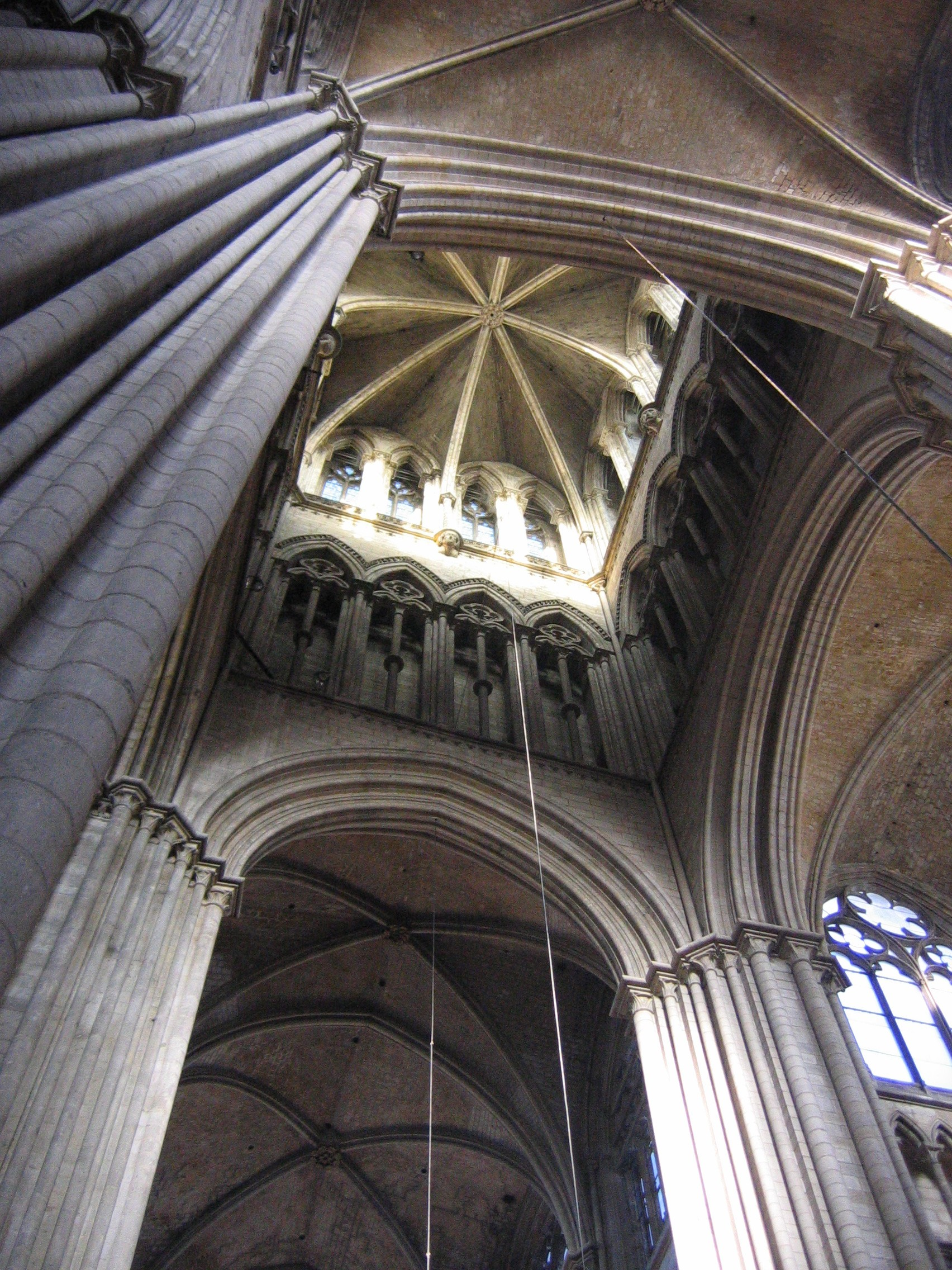
Seu de Rouen
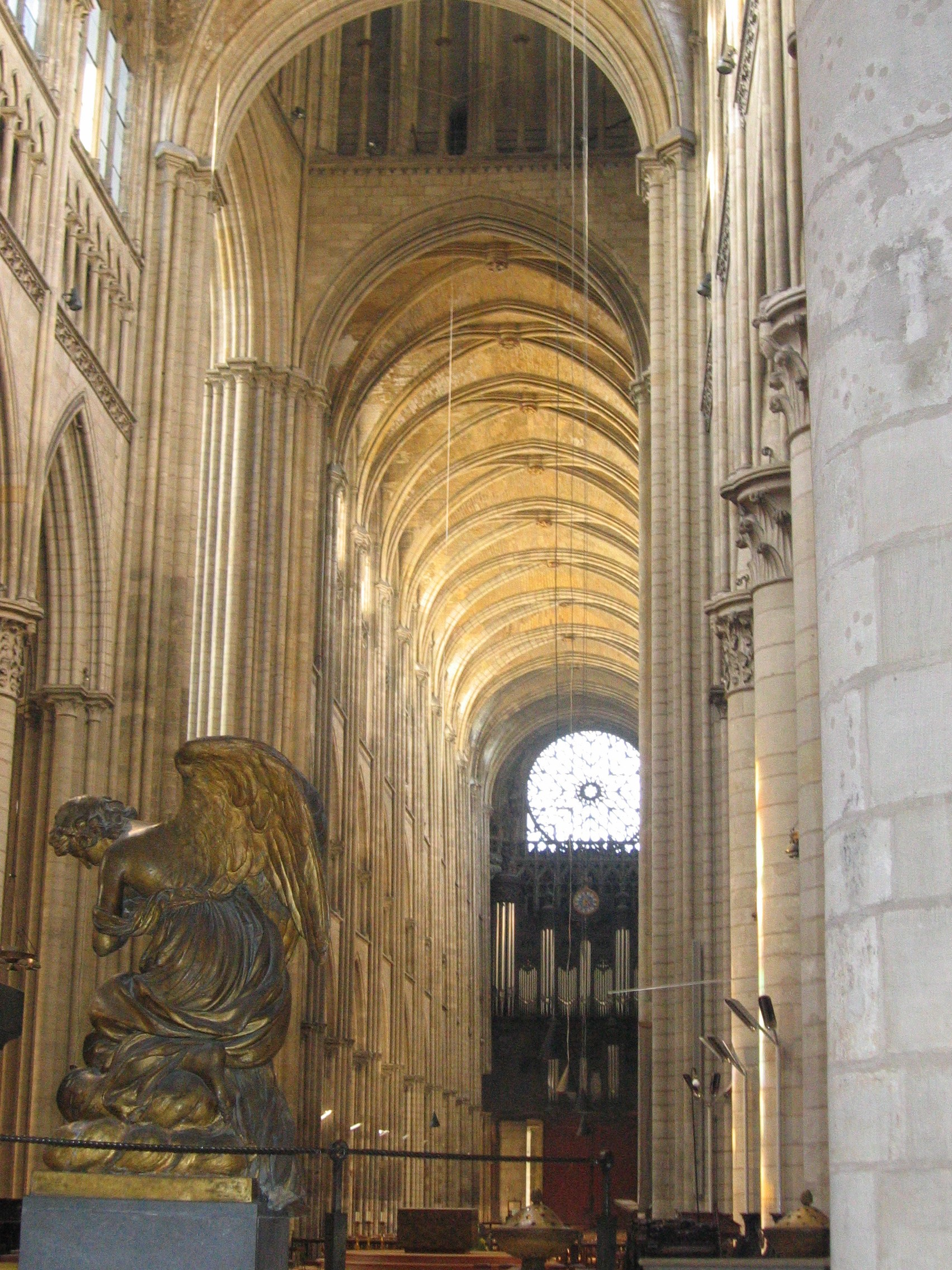
Catedral de Rouen, nau
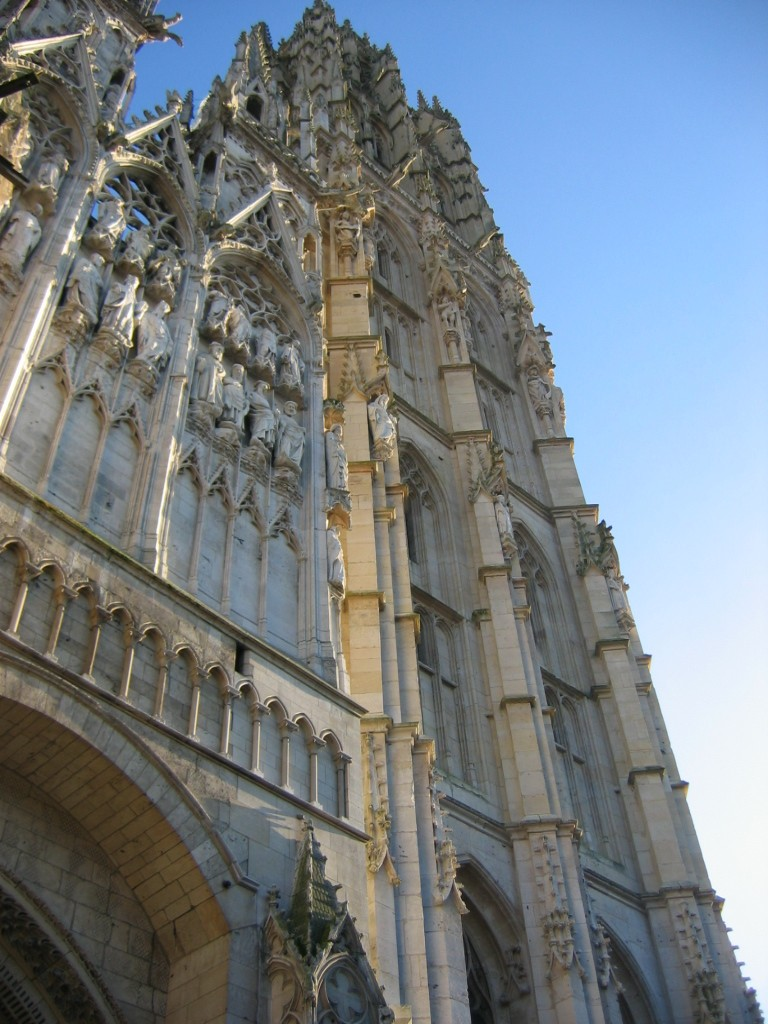
Catedral de Rouen, façana
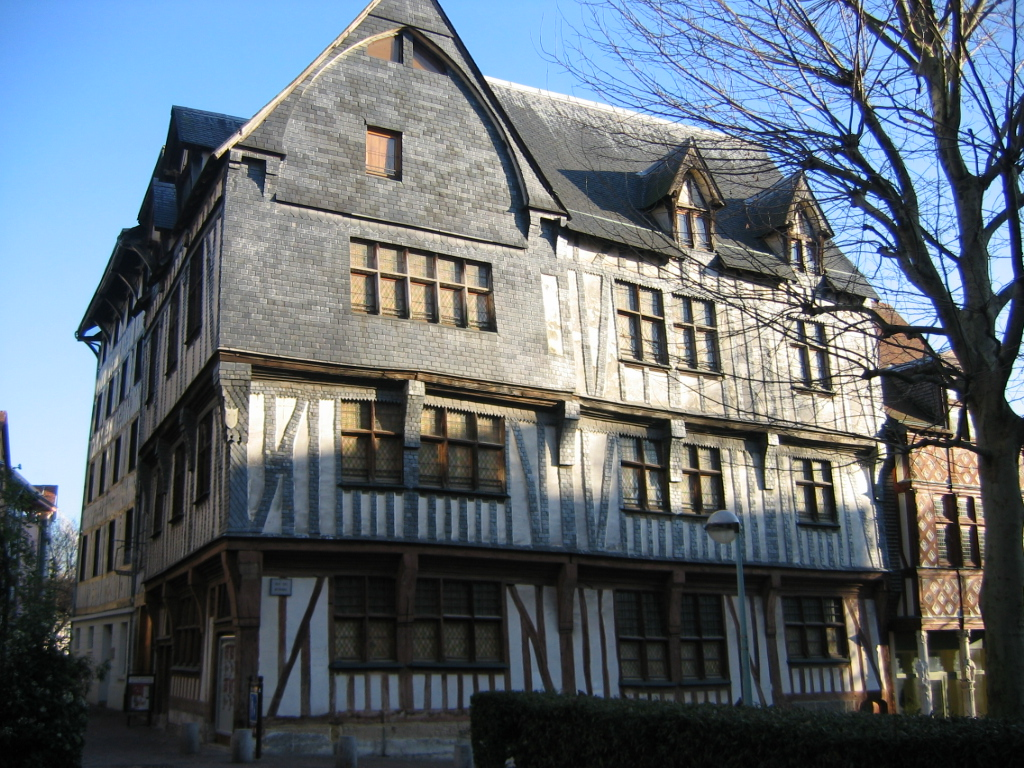
Casa medieval
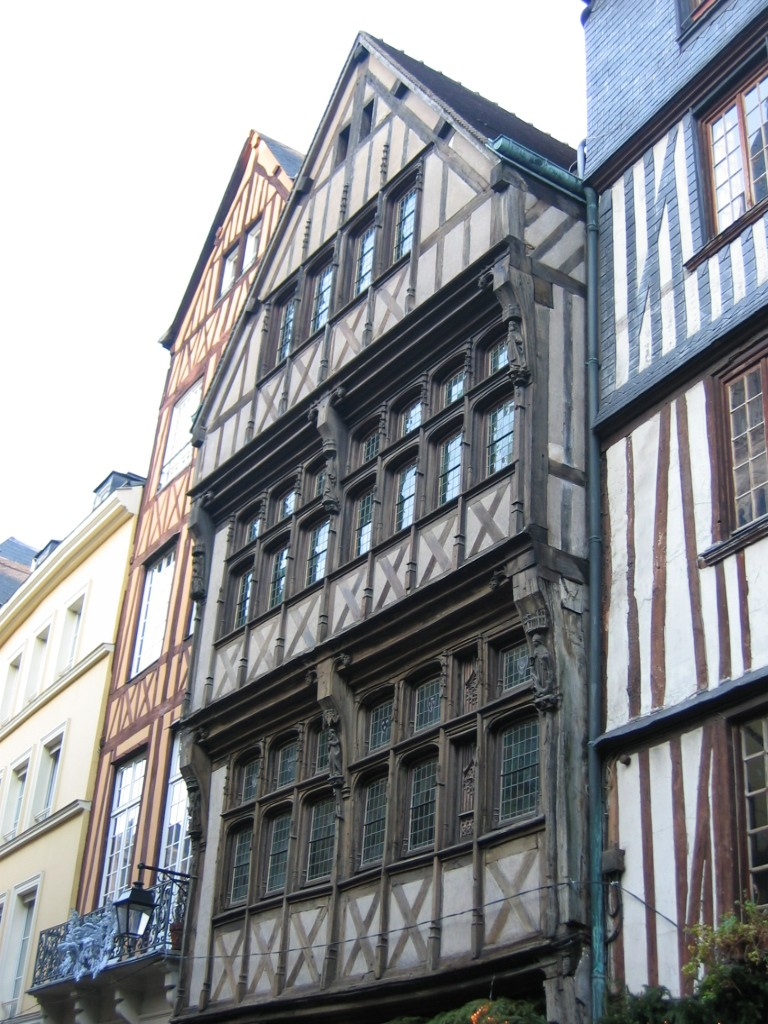
Casa medieval
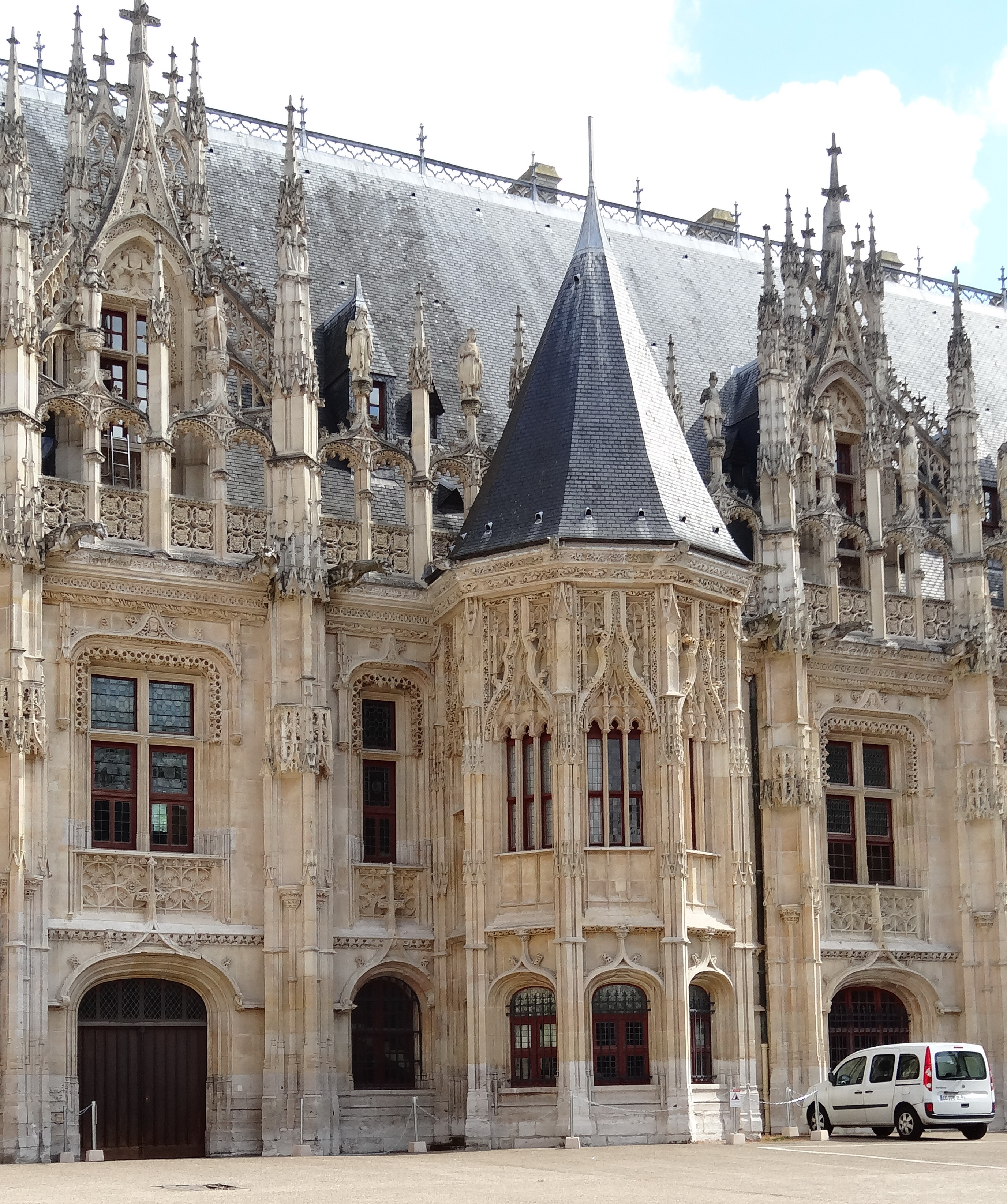
Palau de Justícia, gòtic flamíger
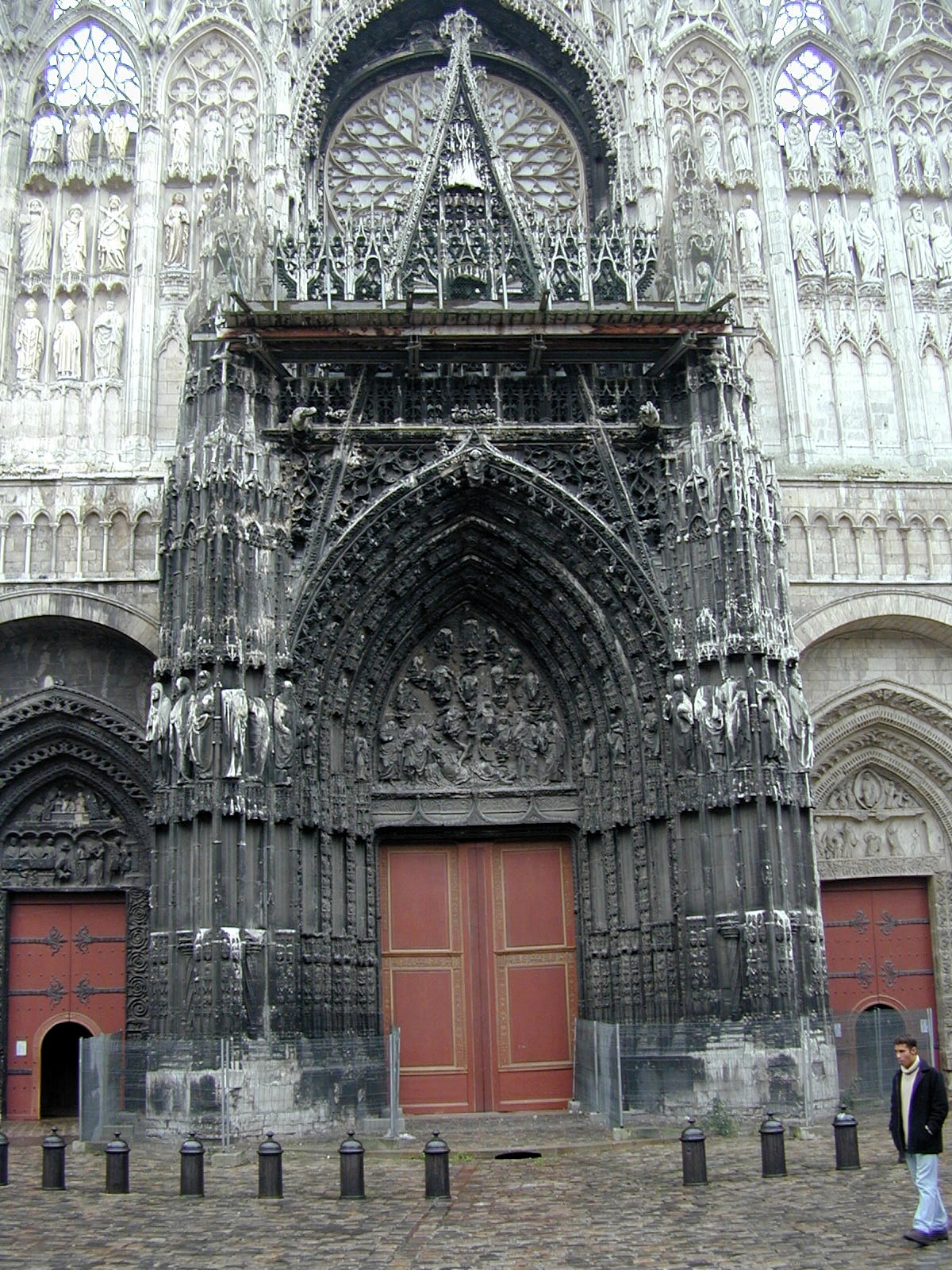
Catedral de Rouen, entrada
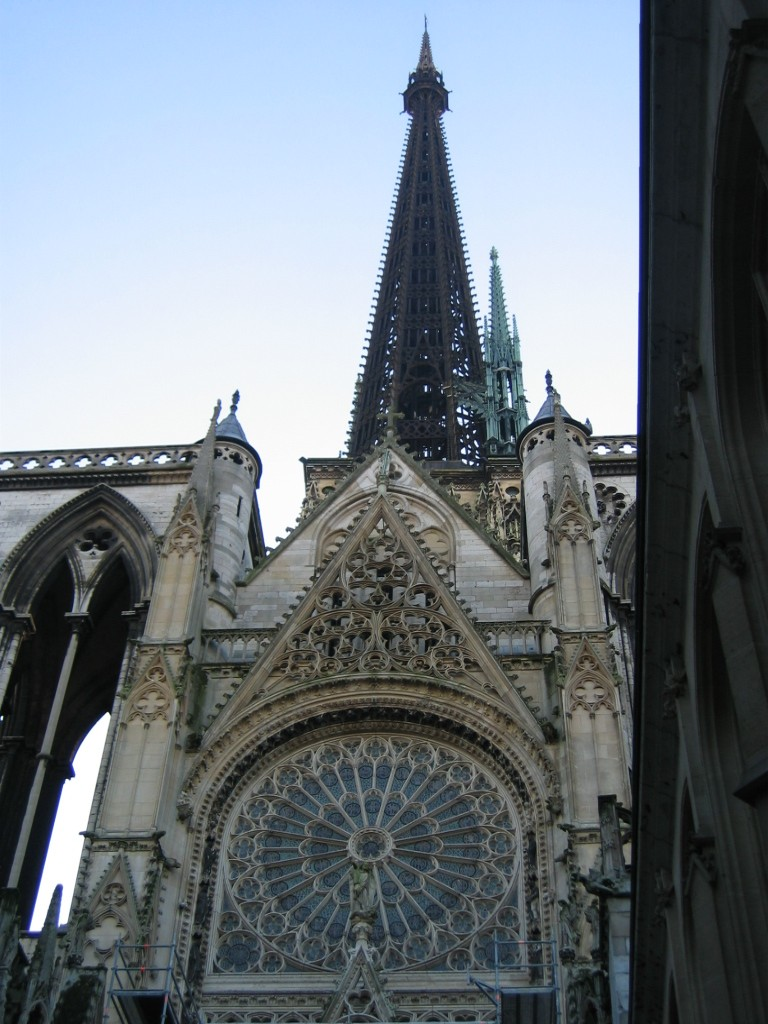
Catedral de Rouen, agulla